# Norra länken
Norra länken är en stadsmotorväg i Stockholm och del av E20 och Länsväg 277. Norra länken sträcker sig från Essingeleden vid Karlberg i nordväst till avfarten mot Värtahamnen och Lidingö i nordost, sett från Stockholms centrum. Sträckan mellan Karlberg och Norrtull invigdes 1991 (då genomfartstrafiken upphörde på Norra Stationsgatan i Vasastan), och sträckan mellan Norrtull och Värtahamnen den 30 november 2014.

## Trafikplatser
Från Essingeleden och österut.
|                                           | Nr | Namn                    | Skyltning                  |
| ----------------------------------------- | -- | ----------------------- | -------------------------- |
| Norra länken Karlberg-Trafikplats Värtan. |    |                         |                            |
|                                           |    | Trafikplats Karlberg    | Sankt Eriksplan Karolinska |
|                                           |    | Gärdesstunneln          | Tunnellängd 3,6 km         |
|                                           |    | Trafikplats Norrtull    | Sundsvall                  |
|                                           |    | Trafikplats Norrtull    | Norrtull                   |
|                                           |    | Trafikplats Frescati    | Norrtälje                  |
|                                           |    | Trafikplats Roslagstull | Roslagstull                |
|                                           |    | Rymdtunneln             |                            |
| Norra länken Utomhus                      |    |                         |                            |
|                                           |    | Trafikplats Värtan      | Hjorthagen                 |
|                                           |    | Trafikplats Värtan      | Frihamnen Tallinn          |
| Landsväg Från Trafikplats Värtan          |    |                         |                            |

## Allmänt
Den 30 november 2014 invigdes delen Norrtull-Frescati-Värtan av kung Carl XVI Gustaf och kronprinsessan Victoria. Öppning för trafik skedde kl 14:00. Vägsträckan, som huvudsakligen består av ett system av bergstunnlar binder därmed samman trafiklederna norr om Stockholm. Byggkostnaden blev 9,3 miljarder (2,6 miljarder under budget) och har finansierats till en fjärdedel av Stockholms stad och till tre fjärdedelar av staten och EU (varav EU cirka en halv miljard).

## Historia

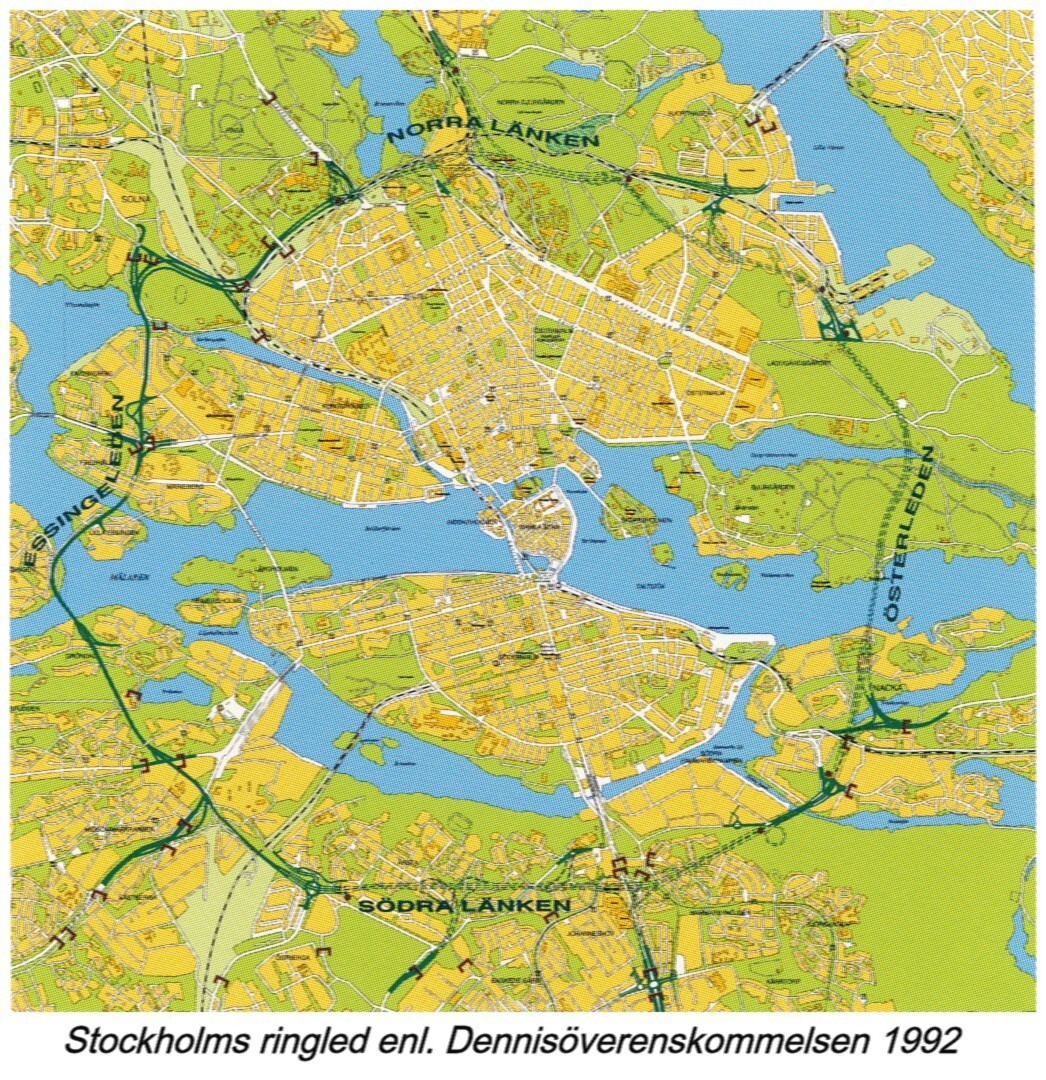
Norra länken är det norra delavsnittet i Ringled Stockholm

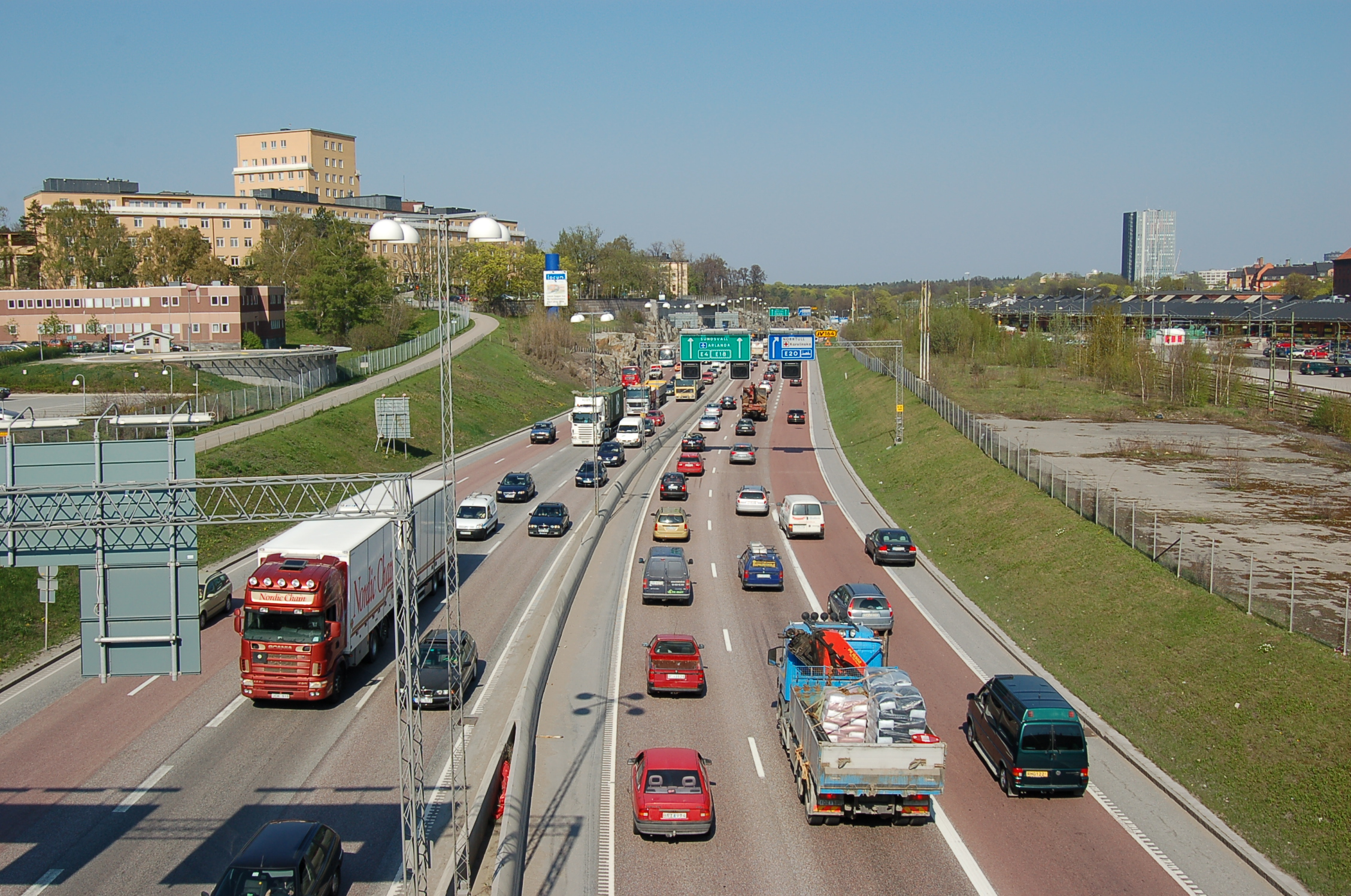
Det första Norra länkenavsnittet förbi Norra stationsområdet i maj 2006, vy mot öster (öppnade 1991, numera rivet).

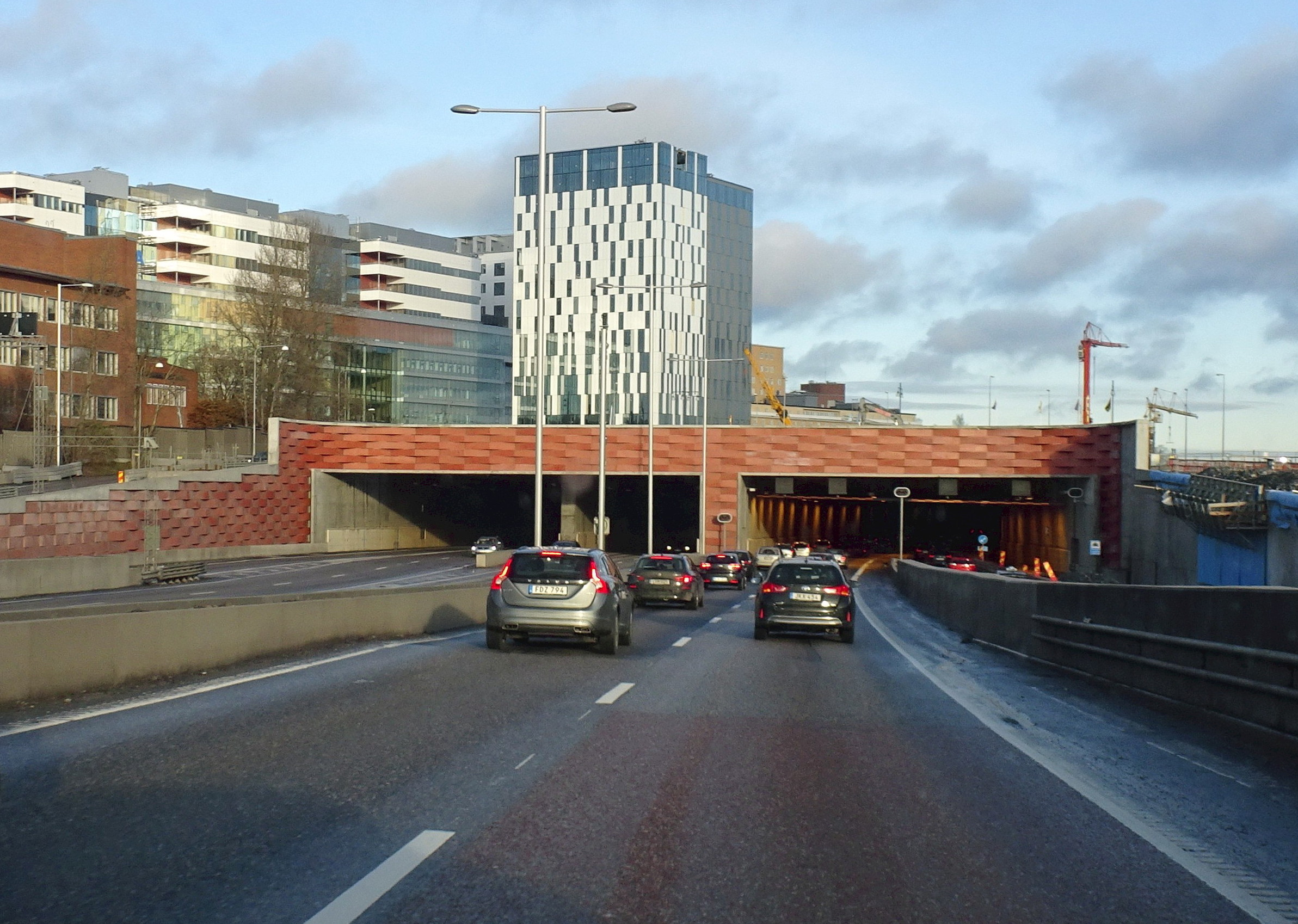
Norra Länkens västra tunnelmynning, vy mot öster, med Nya Karolinska Solna och Elite Hotel Carolina Tower i bakgrunden, november 2016.

Norra länken presenterades först som en länk mellan det planerade Pampaskorset vid Karlberg och Valhallavägen i 1960 års trafikledsplan. Tanken var att en nordsydlig motorväg, med Essingeleden från söder, skulle förenas, dels med en östvästlig motorväg, bestående av Norra länken samt Huvudstaleden, dels med Klarastrandsleden i Pampaskorset. I 1967 års plan hade Norra länken förlängts till Värtahamnen eftersom man nu planerade ringleden så att Valhallavägen inte längre skulle ingå. Redan 1970 invigdes en kortare länk från Tomteboda till Norra Stationsgatan samtidigt med den nordligaste delen av Essingeleden under namnet Pampaslänken. 1970-talets ekonomiska kriser ledde dock till att utbyggnaden av Stockholms trafikleder avstannar. Först under första halvan av 80-talet upptogs arbetet genom bygget av ramper längs Tomteboda postterminal för länken till Klarastrandsleden och den östvästliga motorvägen.
Vid slutet av 1980-talet påbörjades bygget av Norra länken. 1991 invigdes delsträckan mellan Karlberg och Norrtull. Den resterande delen av Norra länken, de så kallade Bellevue- och Värtalänkarna, blev en del i det så kallade Dennispaketet. Den 13 november 1995 sade Stockholms kommunfullmäktige ja till det fortsatta bygget av Norra länken. Bygget av Norra länken skulle då inledas i augusti 1996 och binda samman Norrtull med Värtahamnen, genom en tunnel med två tunnelrör. Fullmäktige sade samtidigt nej till en folkomröstning i frågan, något som flera partier hade krävt. Detaljplanen för Norra länken överklagades, bland annat då bygget ansågs inverka negativt på Bellevueparken som ingår i Ekoparken. I januari 1997 upphävde Regeringsrätten detaljplanen för Norra länken. Efter Regeringsrättens dom var det en tid oklart vad som skulle ske med Norra länken.
Efter kommunalvalet i Stockholm på hösten 1998 bildades en koalition mellan Moderaterna, Folkpartiet, Centerpartiet och Stockholmspartiet. I uppgörelsen mellan de fyra partierna ingick bland annat att man inte skulle bygga Norra länken-tunneln enligt tidigare förslag. Istället skulle trafiken ledas i en tunnel mellan Lill-Jansskogen och Cedersdalsgatan. Enligt Vägverket kunde man inte räkna med byggstart för det alternativet före 2005.
År 2001 beslöt regeringen stödd av Miljöpartiet tillsammans med de styrande partierna i Stockholms kommun att skjuta upp planerna och utreda en alternativ dragning av Norra länken. Tunneln tänktes istället dras söder om Bellevueparken men norr om Cedersdalsgatan. Förslaget befanns otillräckligt och koalitionen mellan de fyra partierna i kommunen sprack efter att man åter gjort en uppgörelse med staten om finansiering enligt tidigare planer. Varken Miljöpartiet eller Stockholmspartiet ville gå med på att Norra länken drogs i tunnel under Bellevueparken. Enligt uppgörelsen skulle staten betala 75 procent av kostnaden för bygget som beräknades till 6,2 miljarder kronor.
I april 2006 gav regeringen klartecken till att återuppta bygget av Norra länken. I februari 2007 avvisade Regeringsrätten de överklaganden som fanns mot regeringens detaljplan.
Under arbetet gång (2010) togs även beslutet att bygga om den 20 år gamla delsträckan förbi Norra Station genom "intunnling" av både vägen och järnvägen. Intunnlingen färdigställdes 2016 och ovanpå tunnlarna har stadsdelen Hagastaden och storsjukhuset Nya Karolinska Solna byggts.
Norra länkens tunnelavsnitt under Norra Djurgården invigdes den 30 november 2014 och ingår i planerna dels för en östvästlig motorväg i norra Stockholm tillsammans med Huvudstaleden, dels för Stockholms ringled. Någon tidsplan för när dessa projekt skall färdigställas finns dock för närvarande (2024) inte.

## Sträckningen

### Norrtull
Vid Norrtull ansluter Norra länken till den delen som går i betongtunnel under Hagastaden, samt till Uppsalavägen. Järnvägsbron för Värtabanan har rivits och ersatts med två provisoriska broar. En ny 200 meter lång järnvägsbro för Värtabanan i ursprungligt läge har uppförts, utformad med icke ekvidistanta pelare. Norrtull utformas som en öppen cirkulationsplats, där de gamla tullhusen får en mera framträdande roll i stadsbilden. Arbetena beräknas slutföras i mitten av 2014.

Byggarbeten vid Norrtull
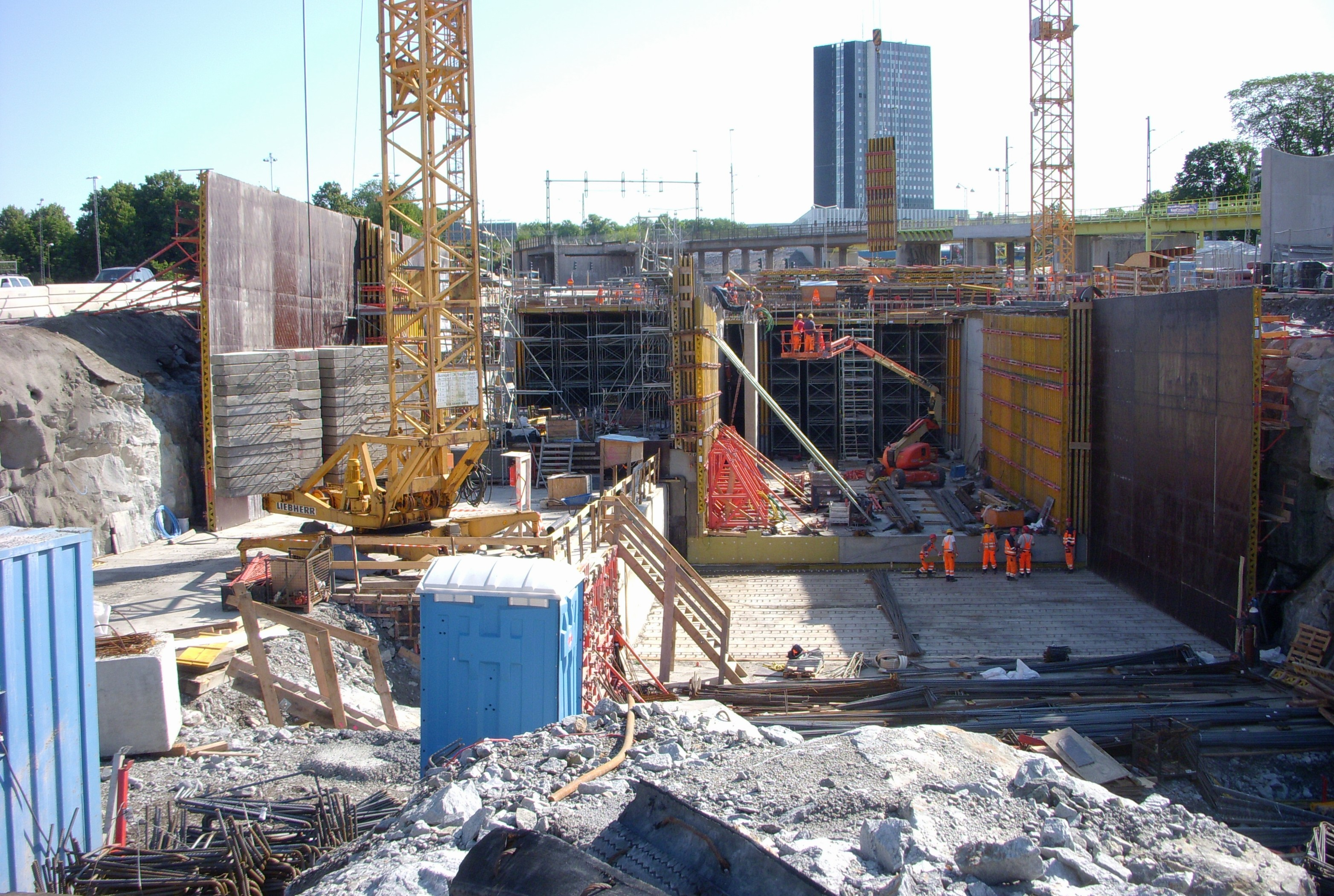
Norrtull augusti 2009, i bakgrunden syns Wenner-Gren centers höghus.
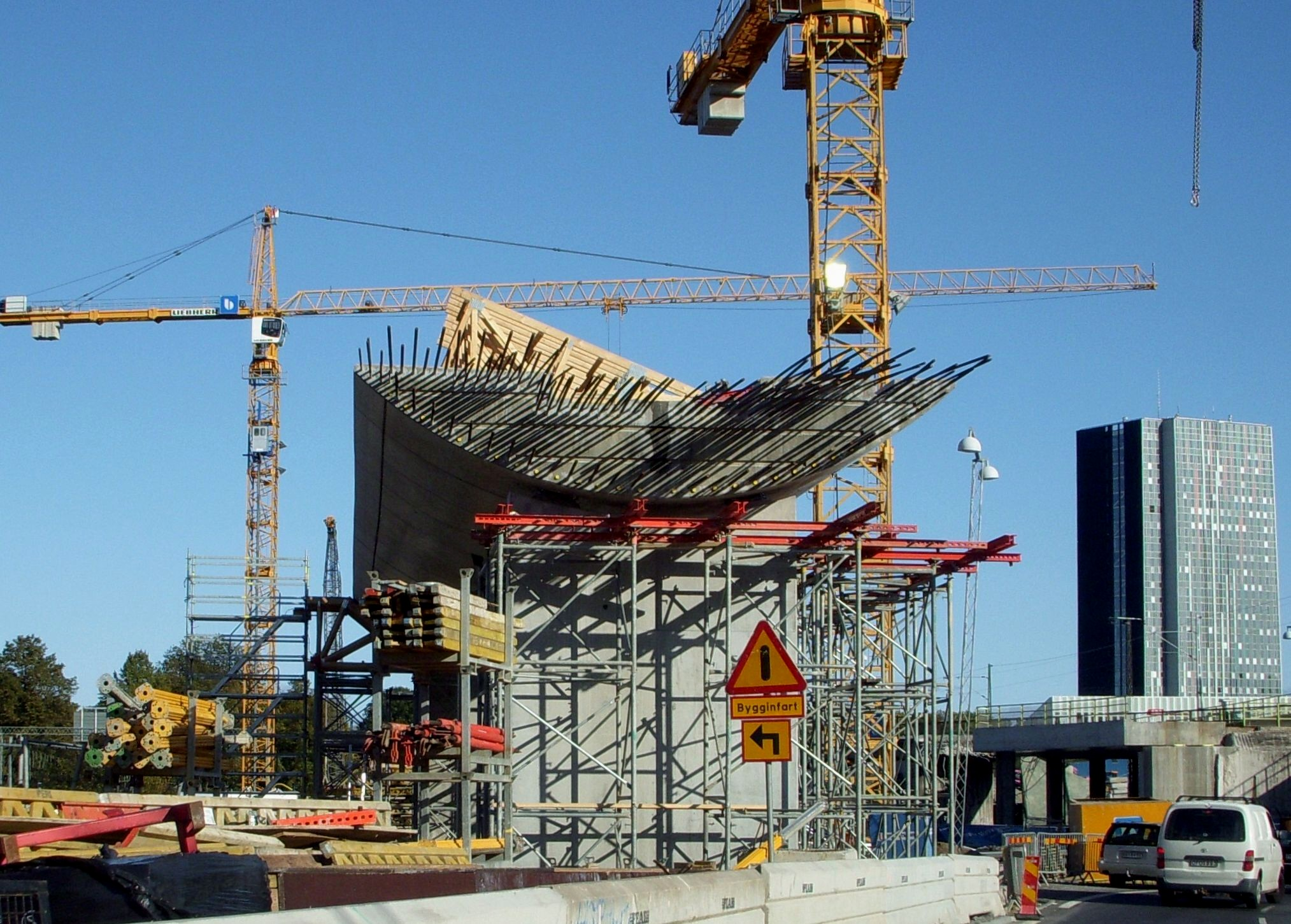
Arbeten med Värtabanans nya viadukt, oktober 2009.
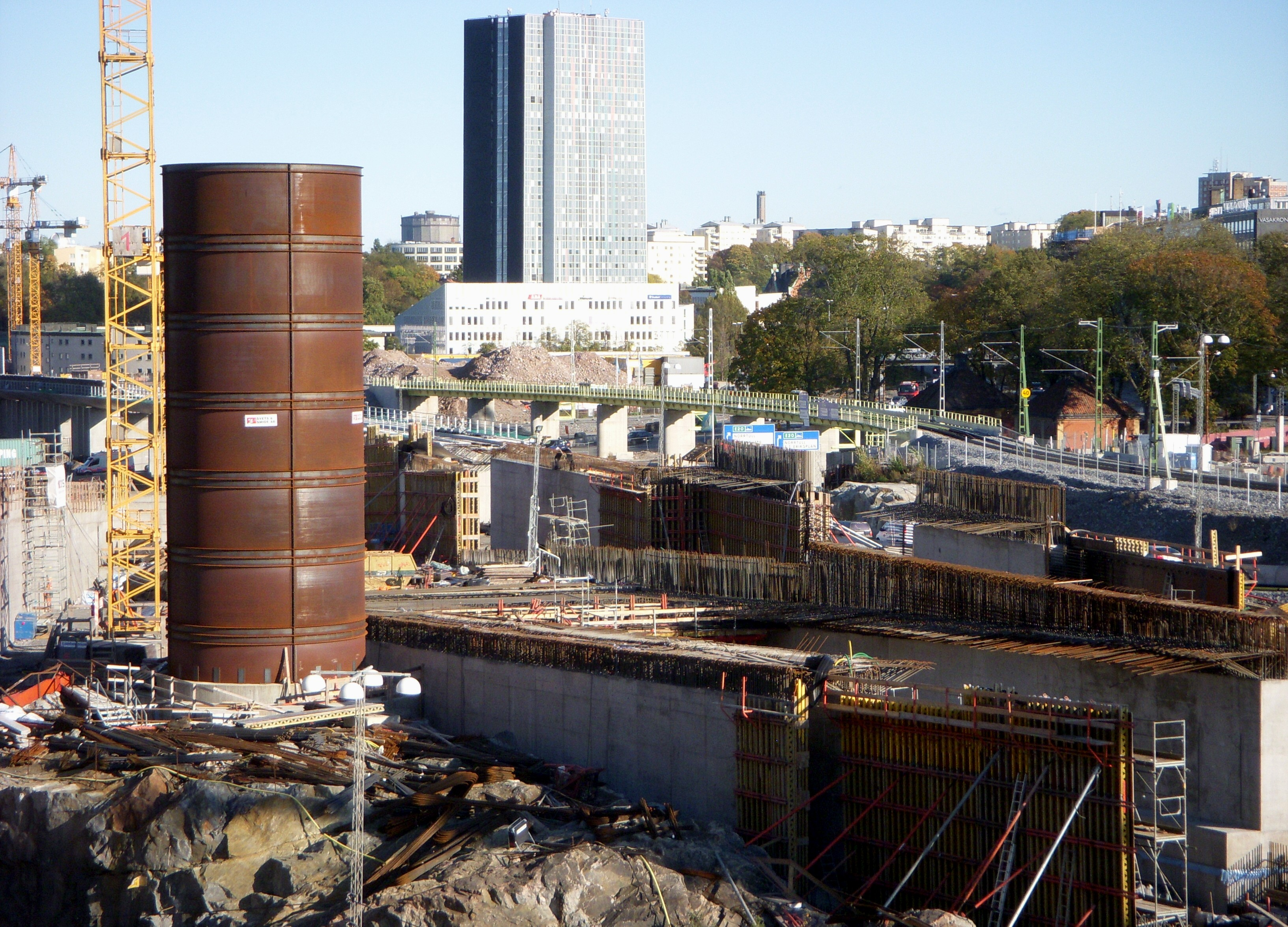
Arbeten och ventilationstorn vid Karolinska Sjukhuset i Solna, oktober 2011.
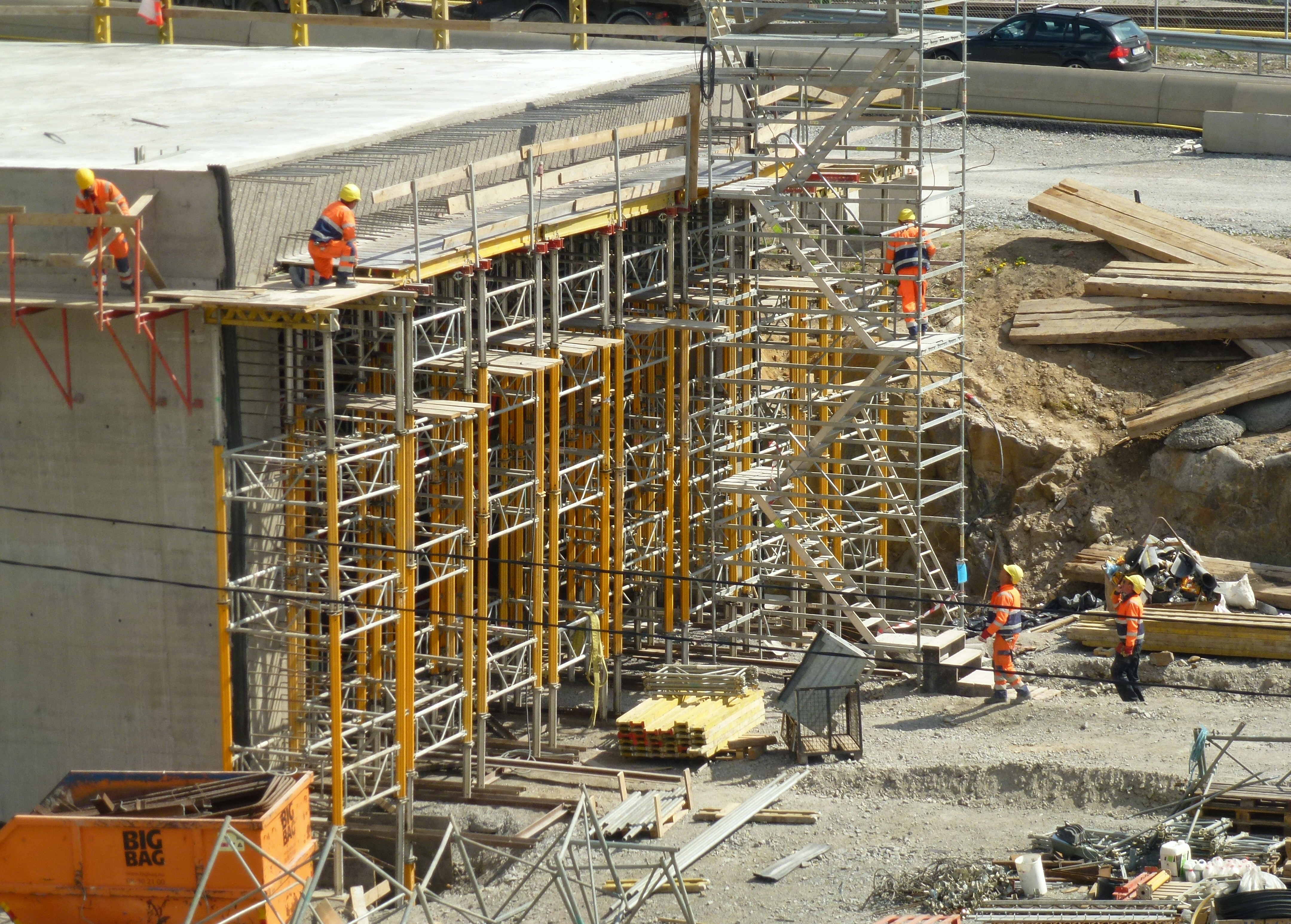
Arbeten med tunnel, maj 2012.

### Bellevueparken
Norra länkens tunnlar går delvis under Ekoparken, exempelvis under Bellevueparken. Parkens västra del består av grus, varför ett tunnelbygge i öppet schakt föreslogs.  Enligt gällande lagstiftning för Nationalstadsparken får dock inga markingrepp göras i parken. Vägverket lät därför göra ett fullskaleförsök som skulle skona parkens markyta. Fullskaleförsöket visade dock att genomförandet var mer tekniskt komplicerat och mycket dyrare än planerat, varför man hos regeringen ansökt om en lagändring som tillåter tillfälliga markingrepp i Nationalstadsparken under förutsättning att det historiska landskapet återställs. Byggstart för denna del skedde vid årsskiftet 2009/2010 och beräknad trafiköppning är år 2015.
Man har schaktat sig ner i jorden under grundvattennivån sedan sidorna stabiliserats med spontväggar av jetpelare och hydrauliska stag. I botten har en tätning mot grundvattnet gjutits. Därefter pumpades vattnet ur och slutligen har betongtunneln byggts.
Tre 1700-talslindar intill Värtabanan på gränsen mellan bergtunneln och betongtunneln fordrar extra åtgärder i form av en cirka tjugo meter lång så kallad rörskärmstunnel som stabiliserar jorden för att skydda trädens rötter. Att rädda de tre lindarna på detta sätt kostar mellan 50 och 100 miljoner kronor. Ytterligare en gammal lind i området räddas för runt 10 miljoner kronor.

Byggarbeten vid Bellevueparken
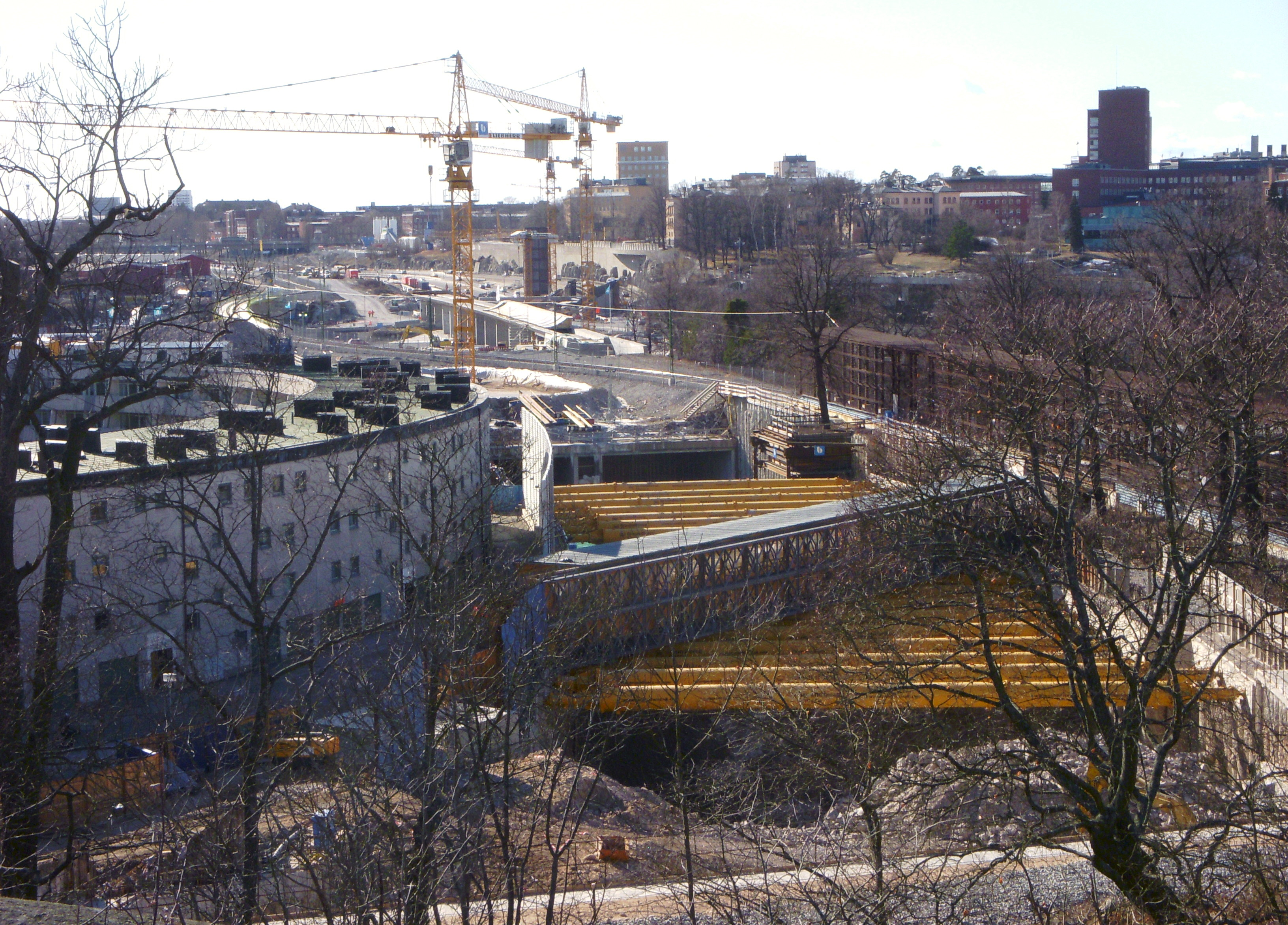
Arbeten vid Bellevue, vy västerut med Wenner-Gren Center till vänster.
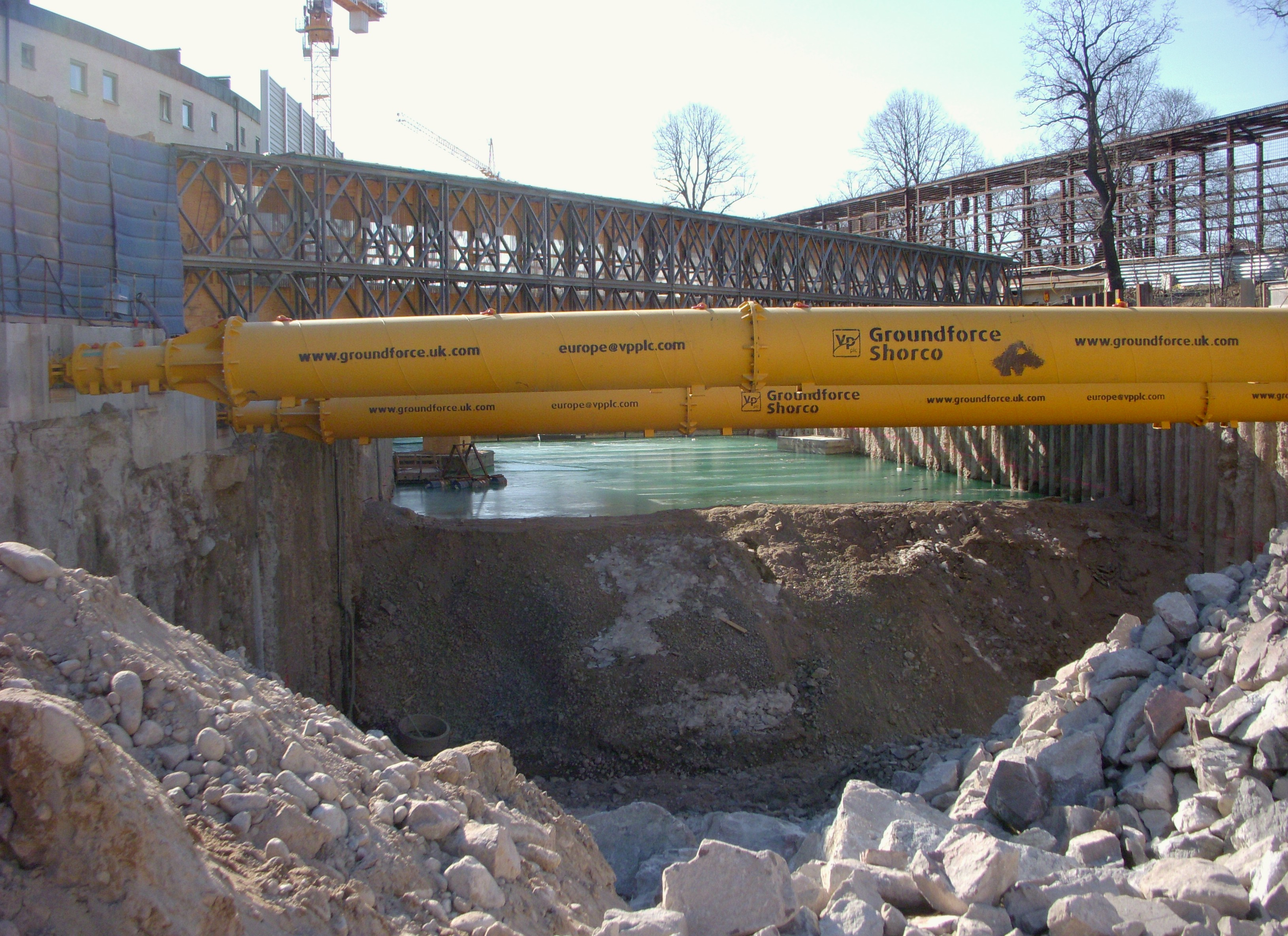
Arbeten vid Bellevue, hydraulstag, mars 2011.
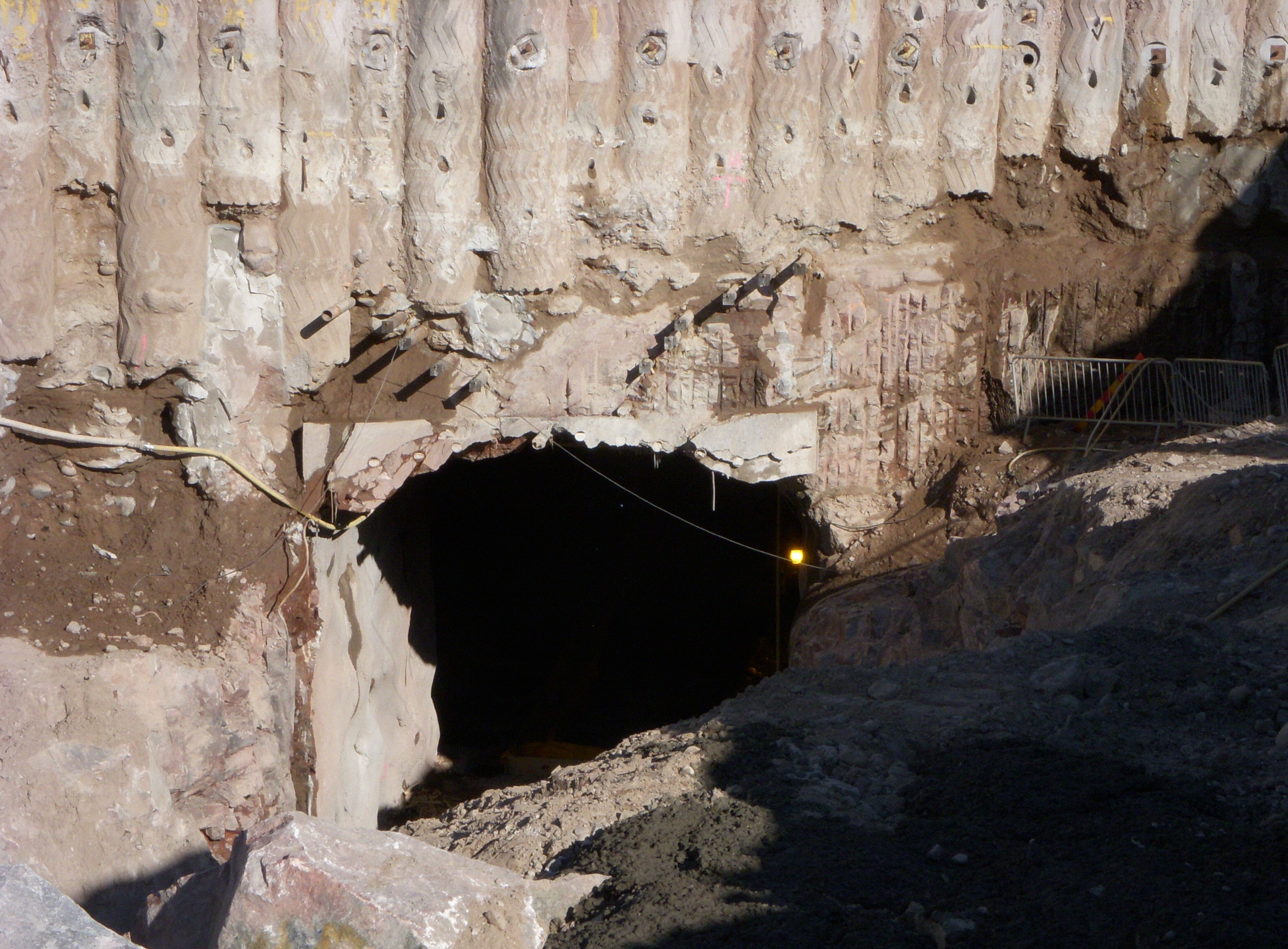
Spontvägg och arbetstunnel under Bellevue, mars 2011.
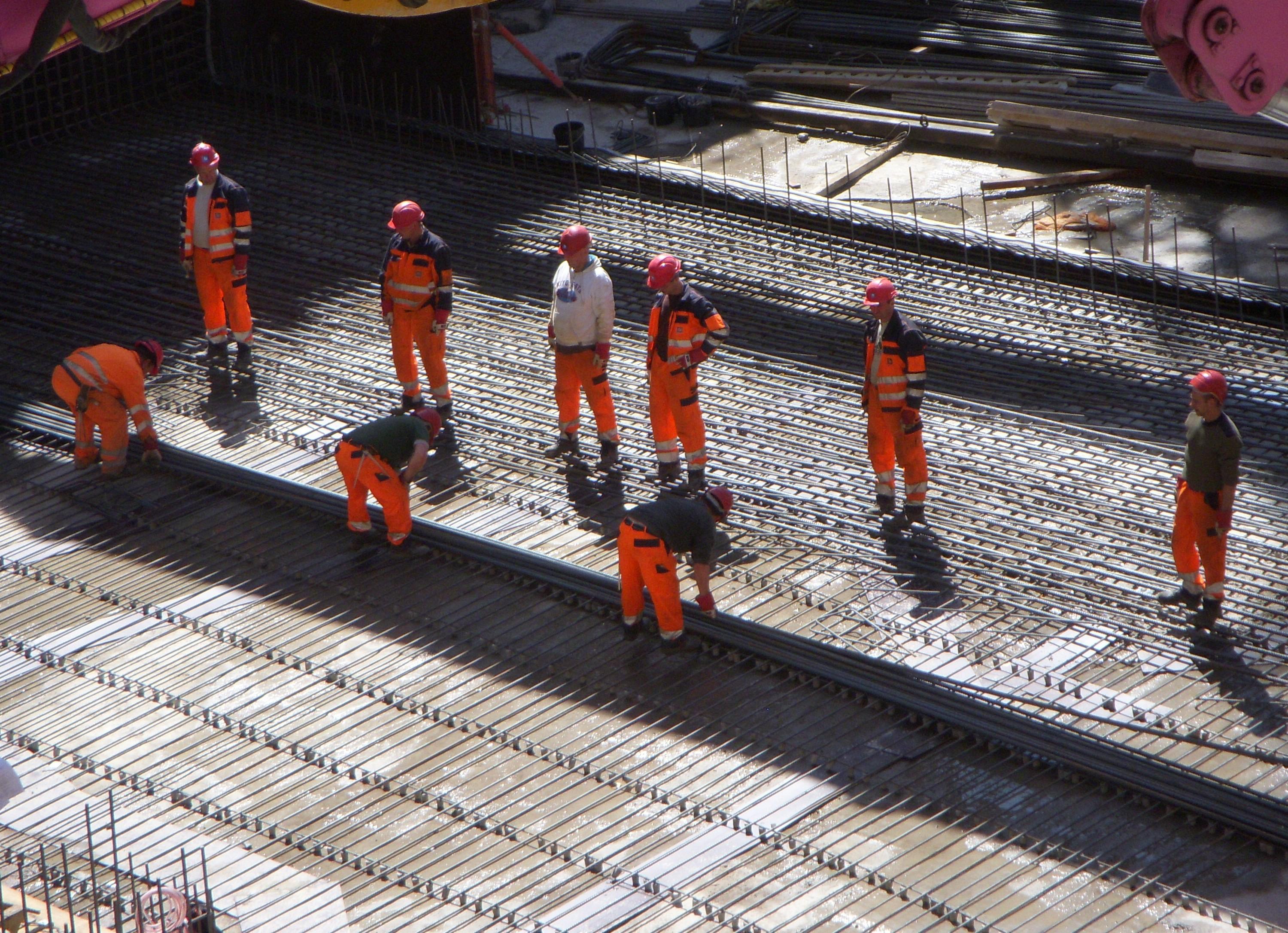
Armeringsarbeten av bottenplattan, maj 2011.

### Roslagstull
Strax norr om  Roslagstull,  under Albanoberget, har en stor underjordisk trafikplats byggts i olika nivåer med en anslutning till Roslagsvägen vid Frescati. Här korsar länkens tunnlar tunnelbanans tunnel och en fjärrvärmetunnel.

Byggarbeten vid Roslagstull
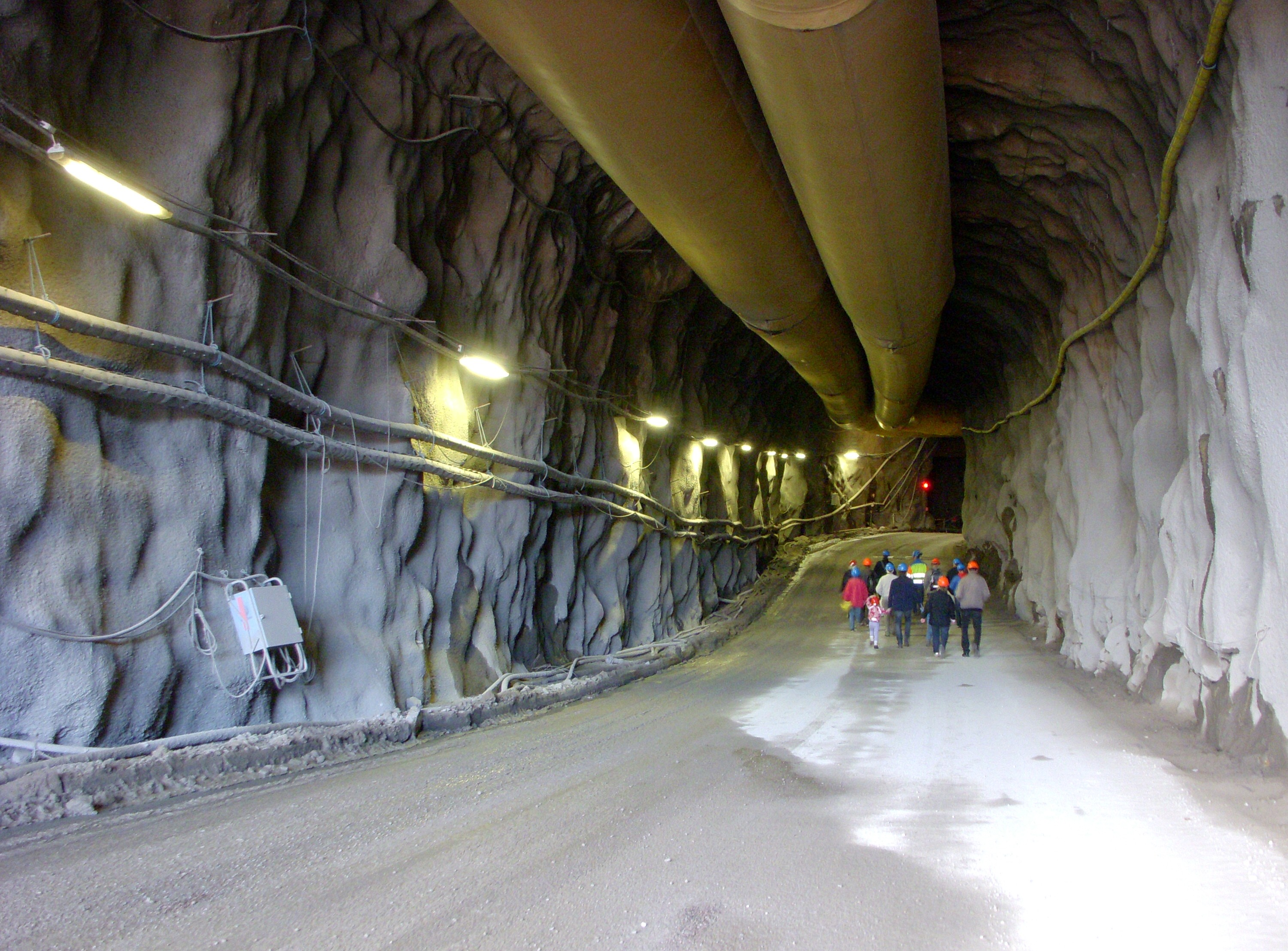
Arbetstunneln vid Frescati, 4 oktober 2009.
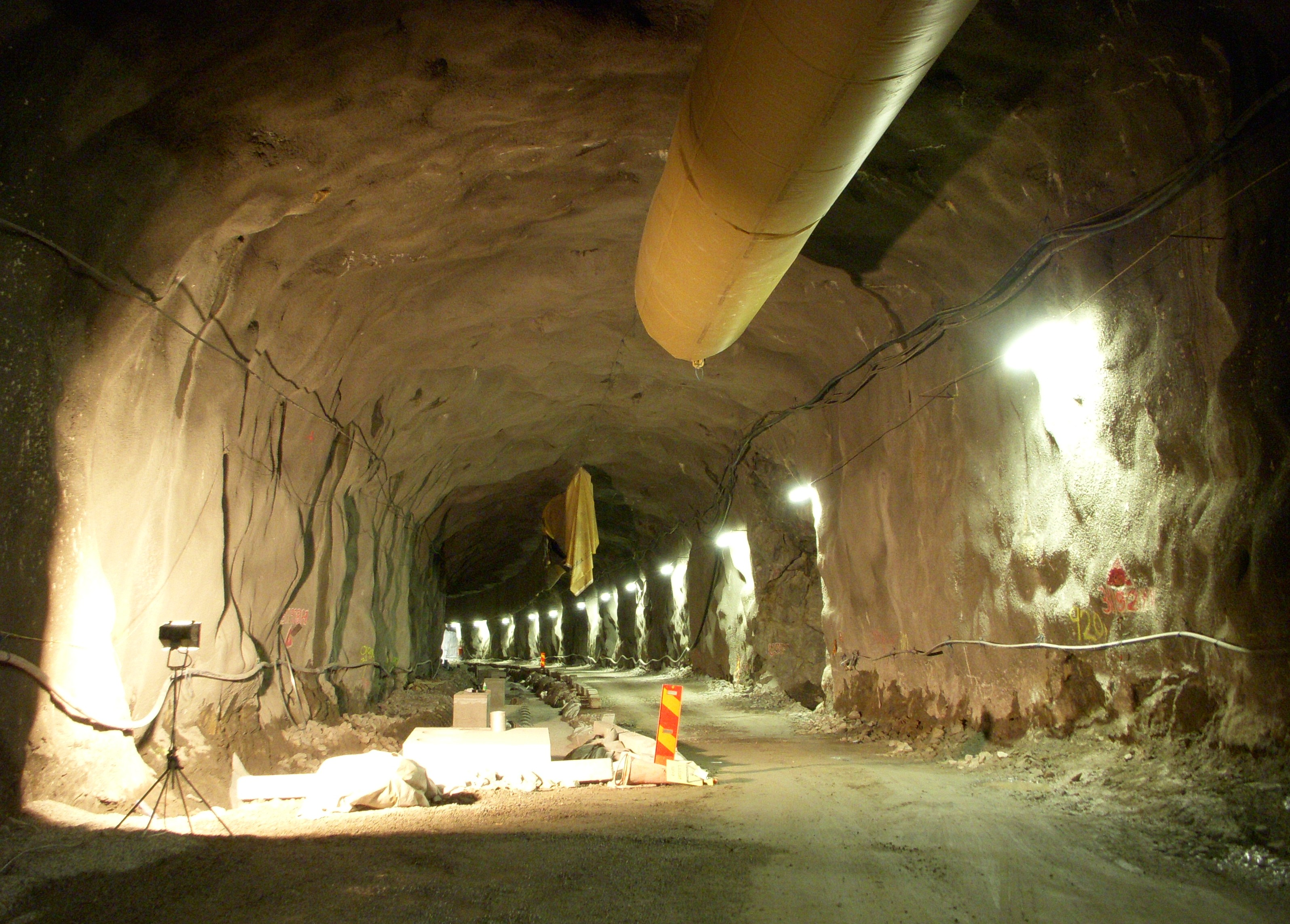
Anslutningstunneln mot Roslagsvägen, 4 oktober 2009.
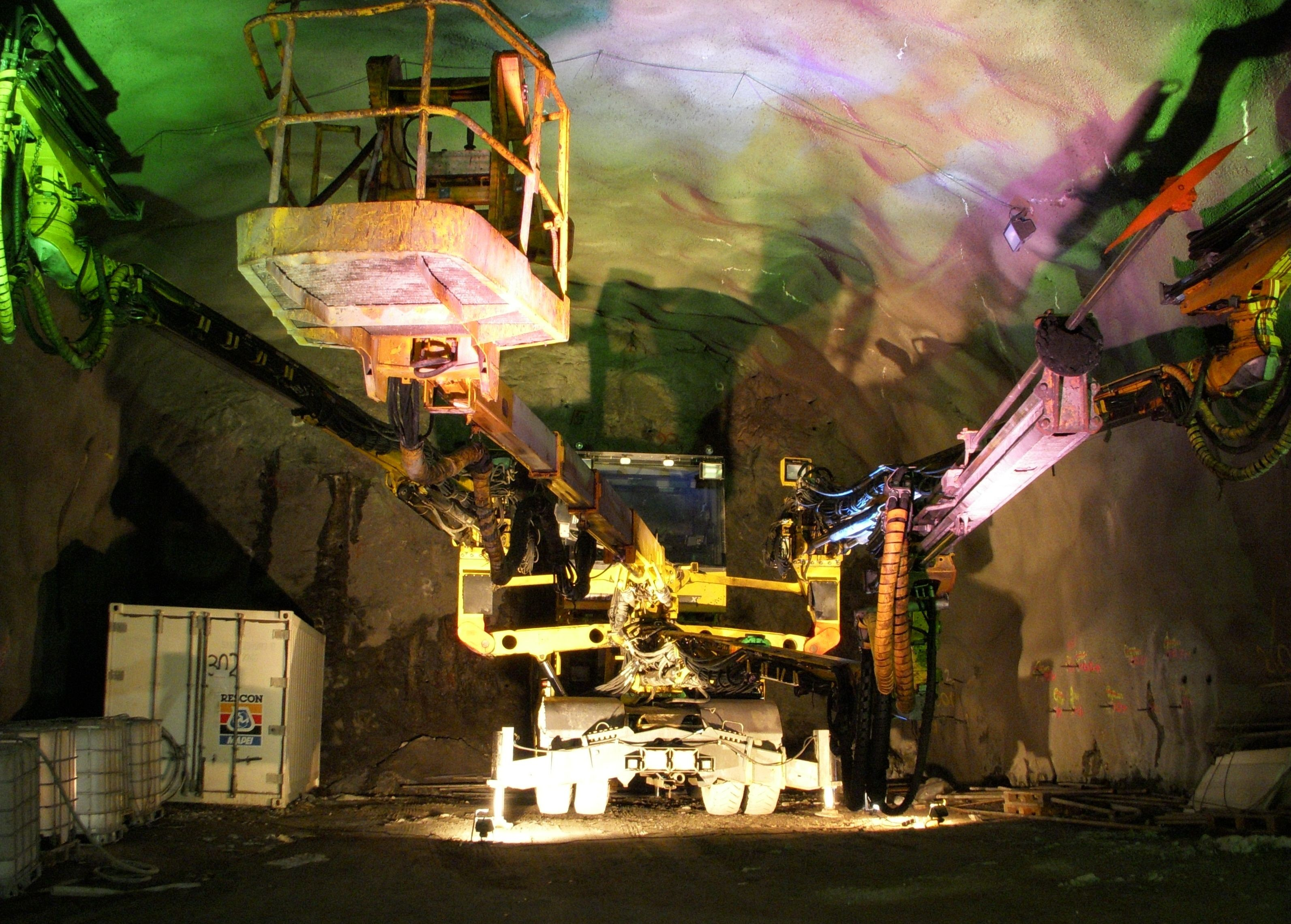
Tunnelfronten mot Roslagsvägen (sydväst), 4 oktober 2009.
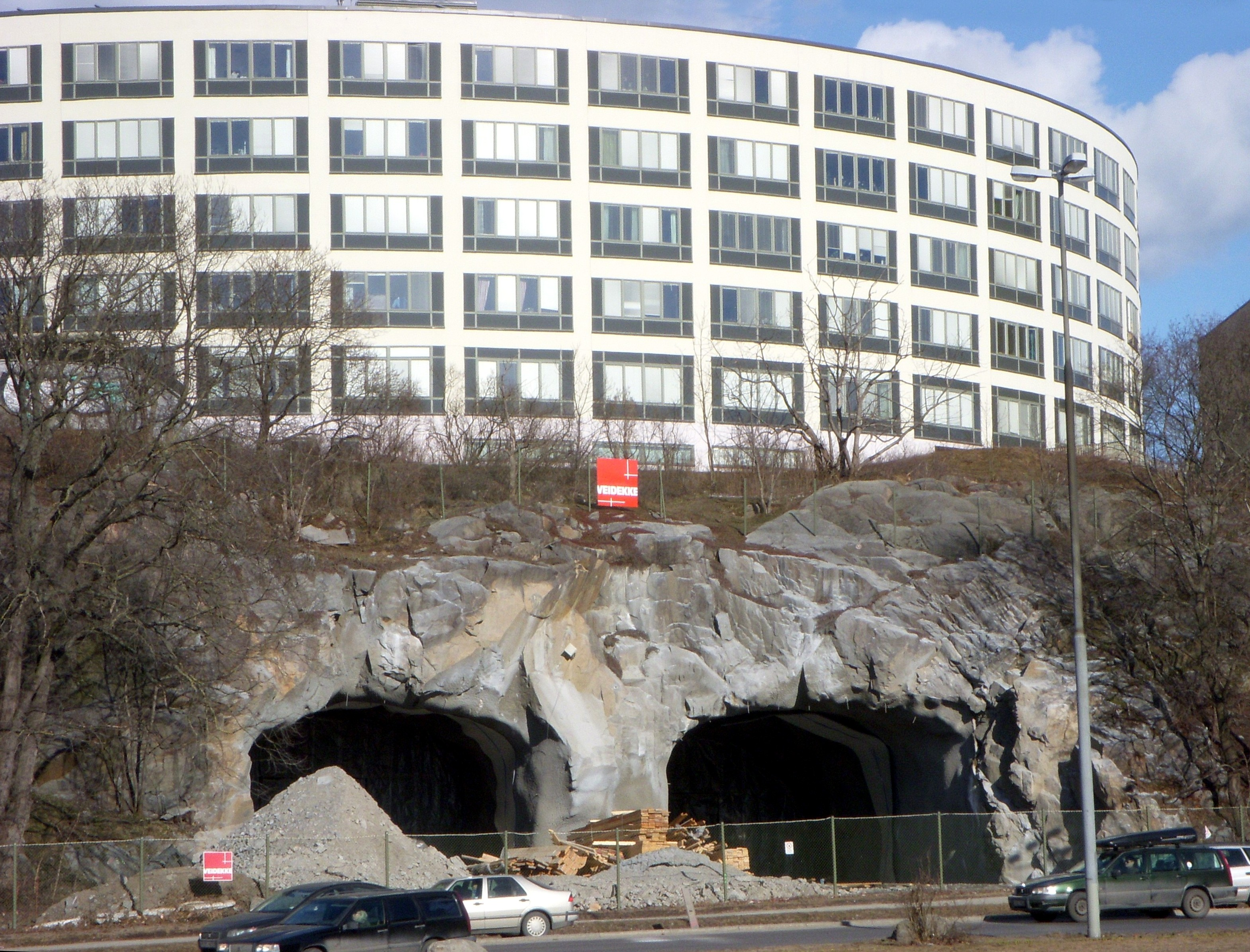
Tunnelöppningarna vid Roslagstull, 26 mars 2011.

### Värtan
I öster, vid Värtahamnen och Hjorthagen, mynnar Norra länkens tunnlar strax nordväst om Kungliga tennishallen. Där övergår tunneln i en 700 meter lång sträcka ovan jord och ansluts med en ny trafikplats till Lidingövägen. Här uppförs ett av tre ventilationstorn, utfört som en vriden torso. Under arbetet med Norra länken i öppet schakt gick Värtabanan i tillfällig sträckning över en provisorisk bro. Sedan schaktets tak gjutits har bron tagits bort och järnvägen återtagit ursprunglig sträckning.

Byggnadsarbeten vid Värtan
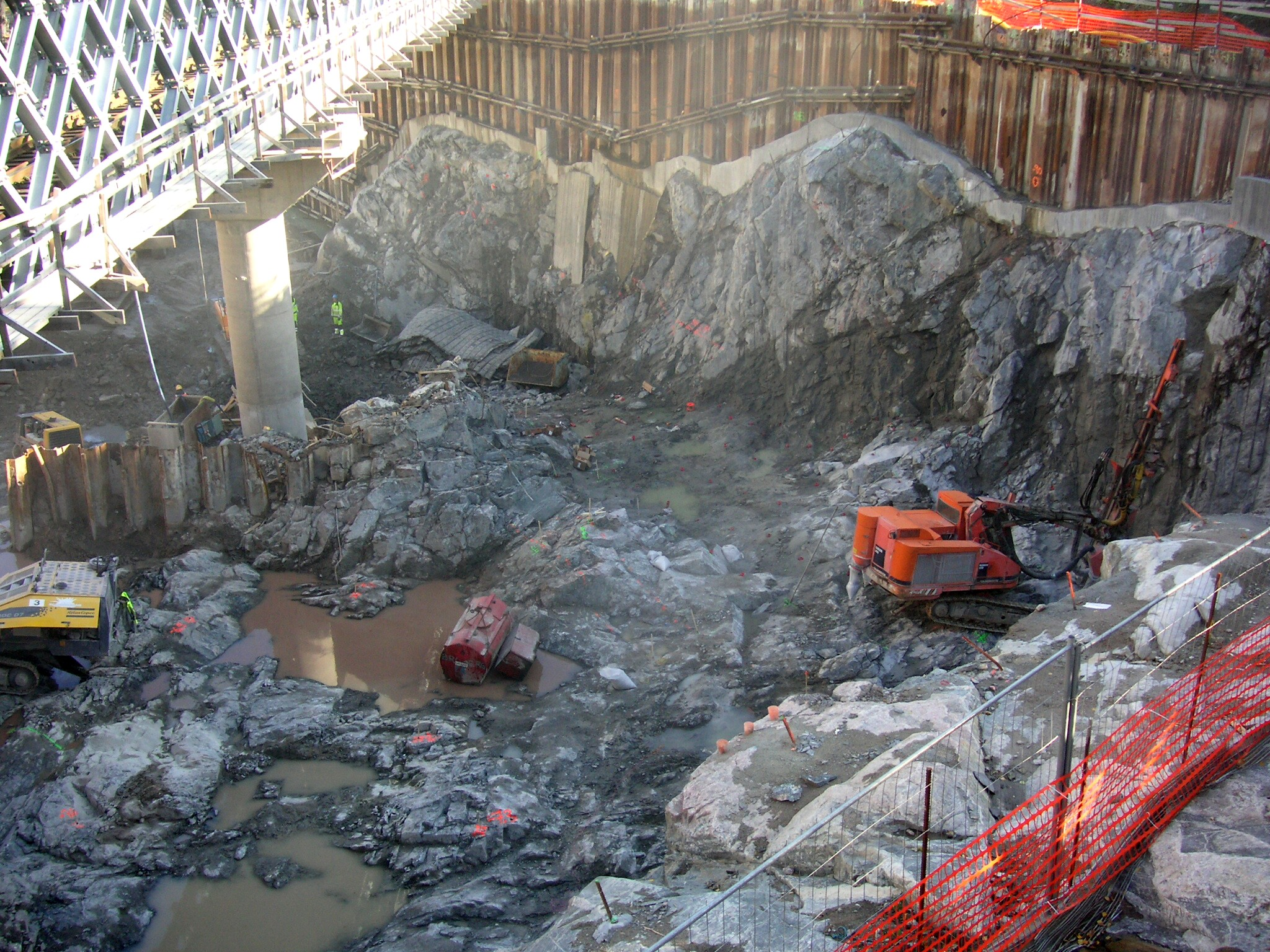
Korsningen med Värtabanan, 5 oktober 2009.
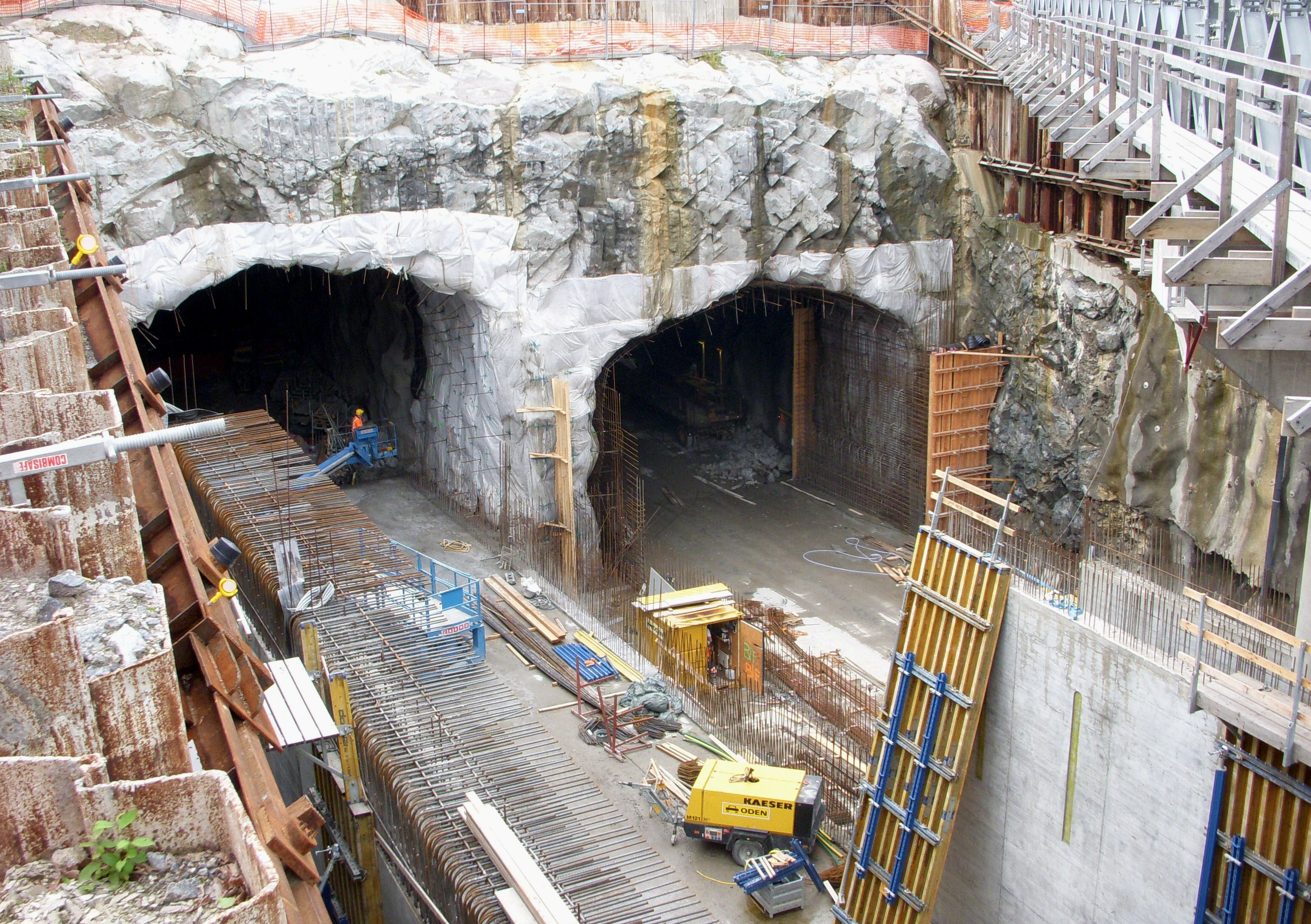
Tunnelöppningen mot norr, 18 augusti 2010.
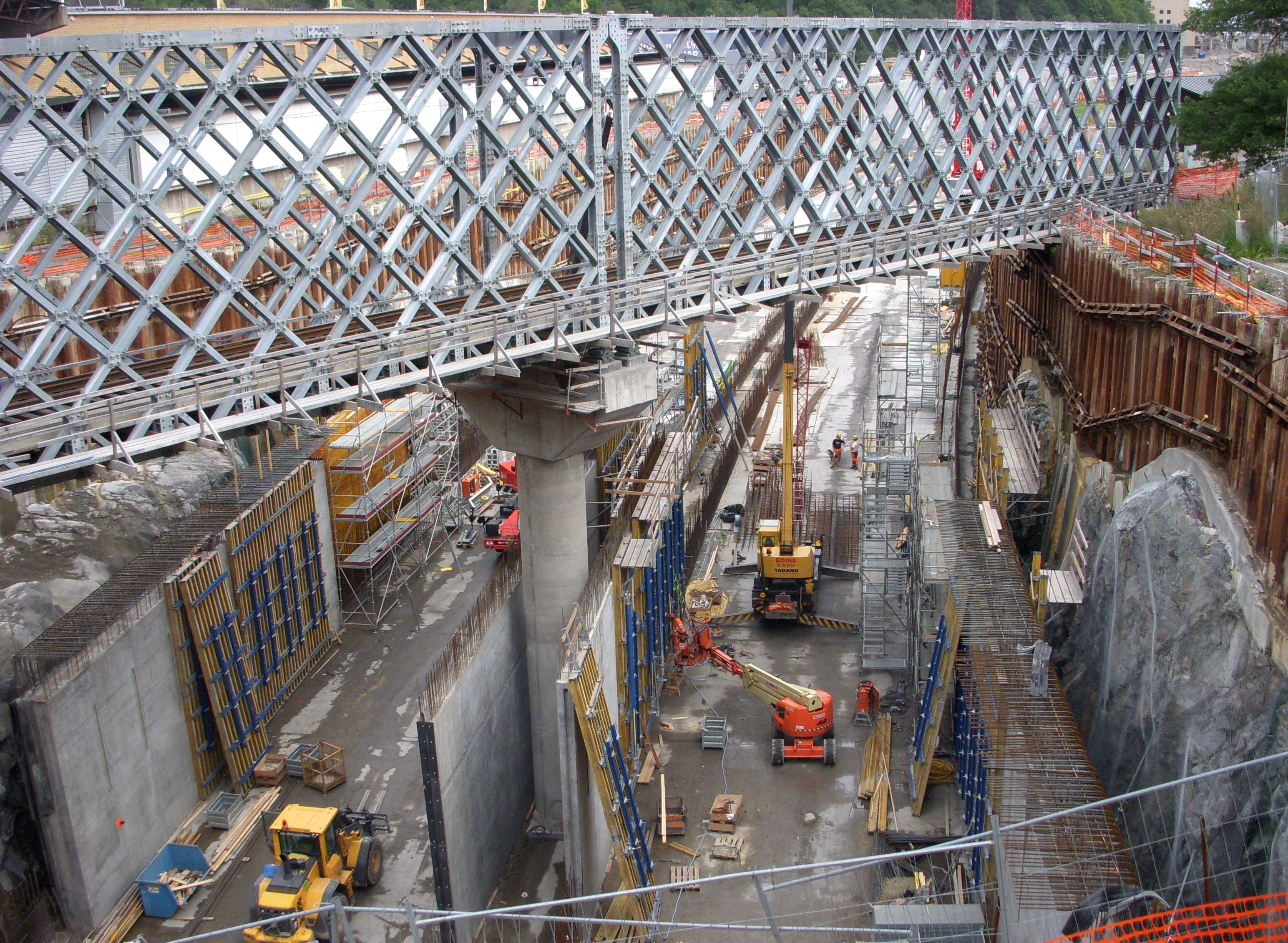
Korsningen med Värtabanan på tillfällig bro, 18 augusti 2010.
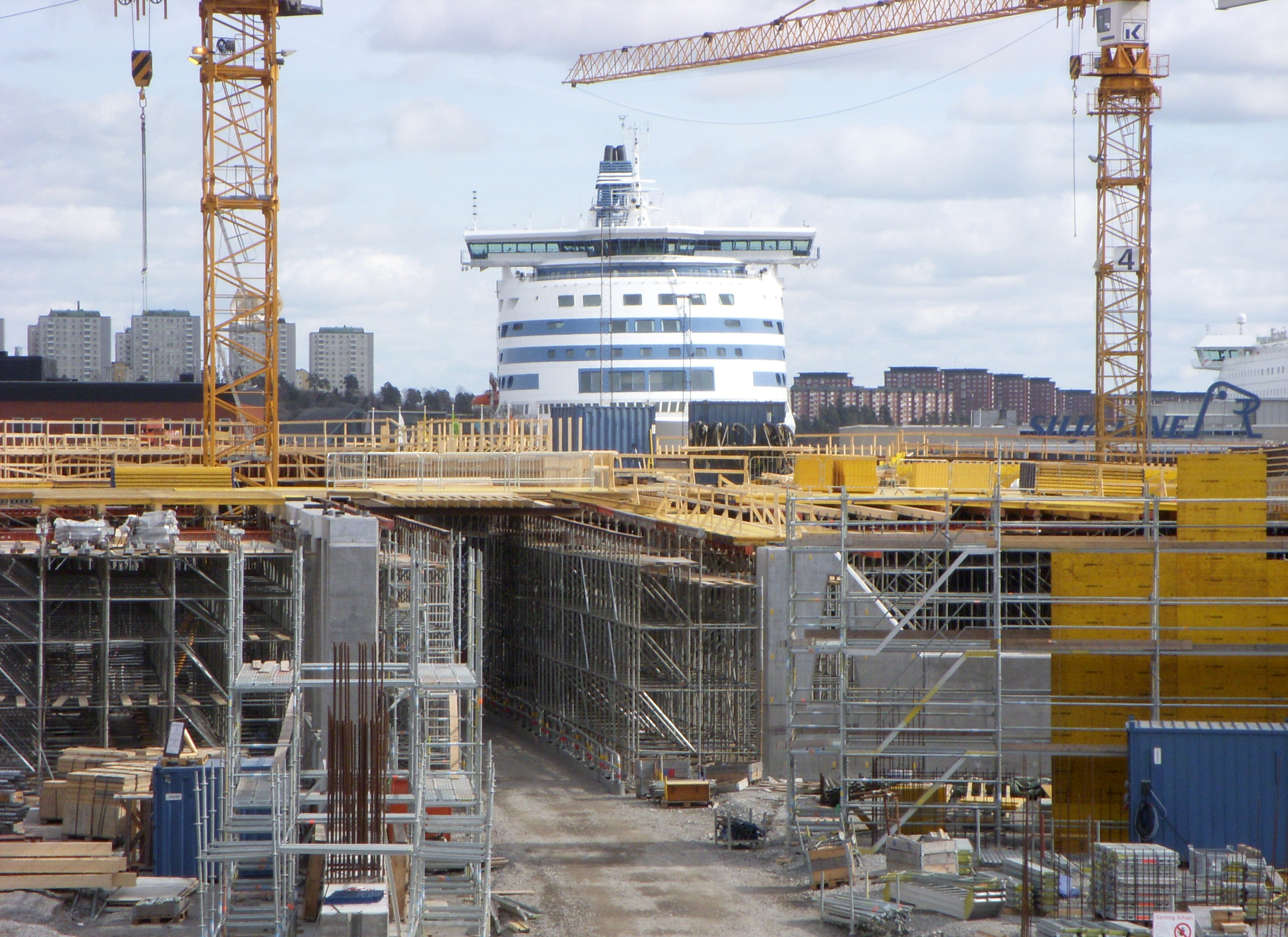
Trafikplatsen Värtahamnen, 27 mars 2011.

### Sifferdata och fakta
Uppgifter enligt Vägverkets broschyr "Nu bygger vi tunneln", april 2008, sida 18 och 24
- Utsprängning av cirka 1 miljon m3 bergmassor som körs till stenkross och återanvänds
- 140 000 m2 asfalterade ytor i tunnel och 60 000 m2 utanför
- 13 driftstunnlar för elektricitet
- 140 fläktar
- 100 utrymningsvägar med maximalt 150 meter mellan dessa
- 2 km ombyggda respektive nya vägar utanför tunneln samt 1,5 km nya gång och cykelbanor
- Cirka 40 olika entreprenader upphandlas
- Norra länkens tunnlar är utrustade med sprinkler varför även köbildning kan tillåtas (i motsats till Södra länken som inte har sprinkler).

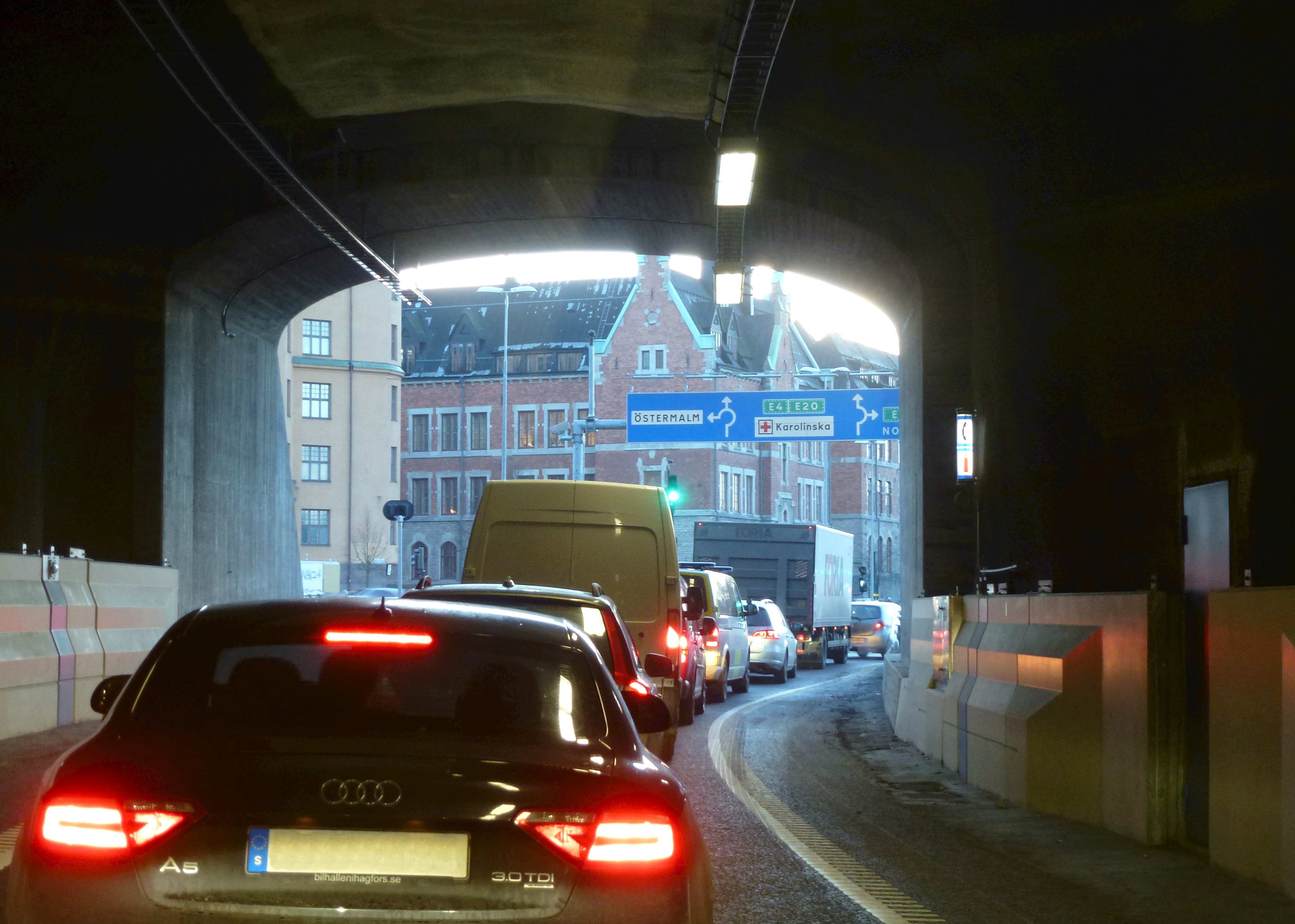
Tunnelmynning vid Roslagstull".
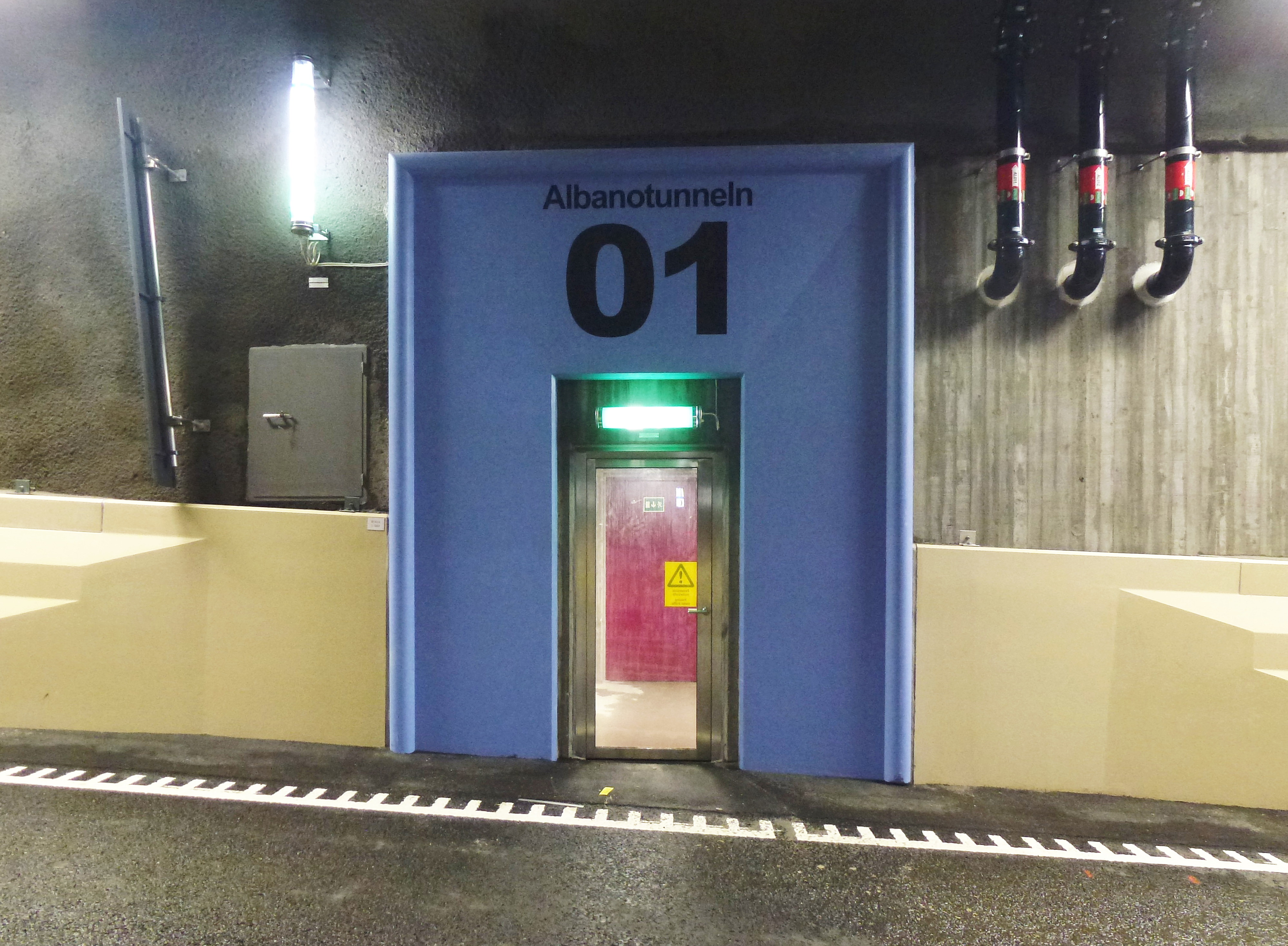
En av många nödutgångar.
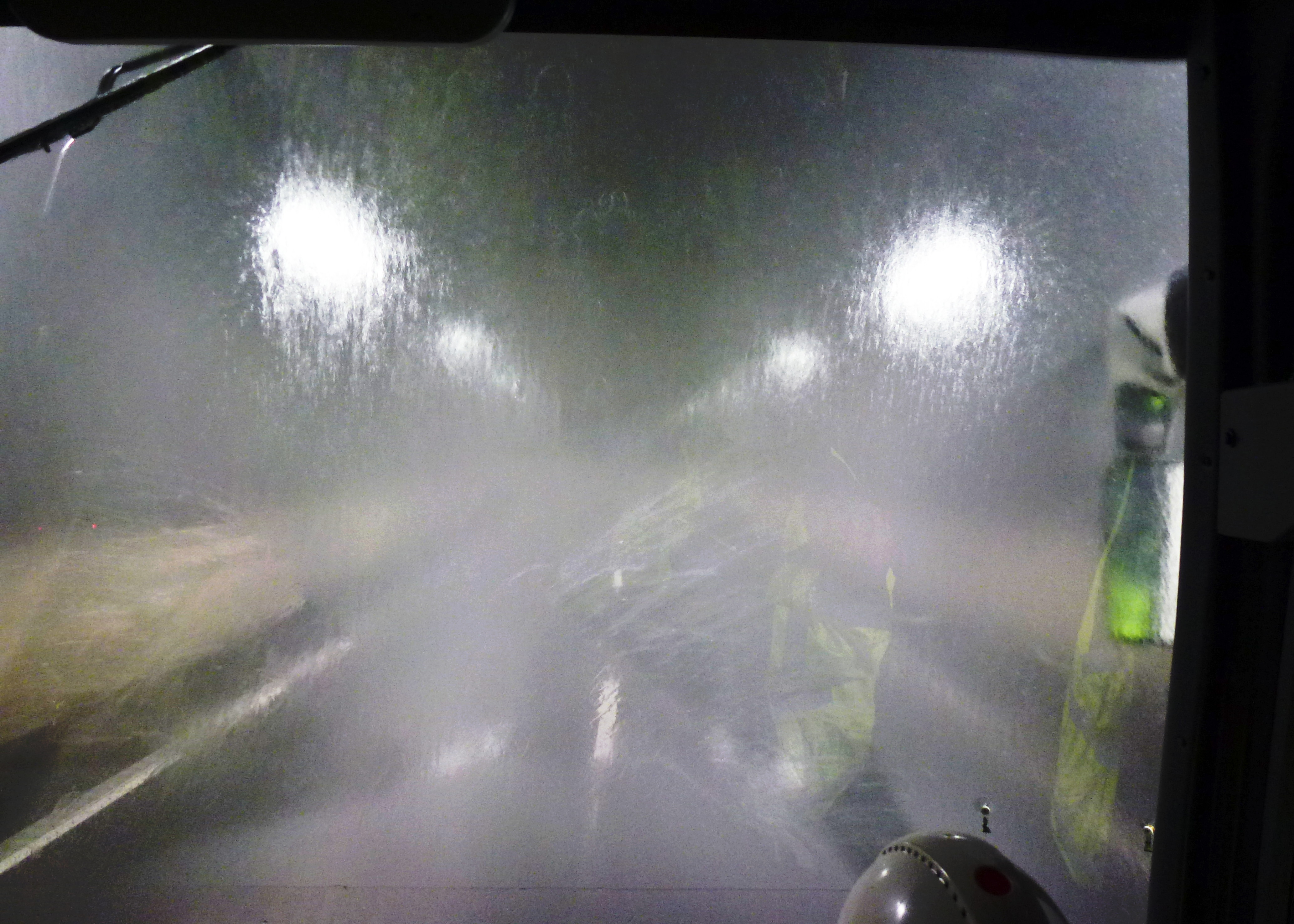
Test av sprinkleranläggningen.
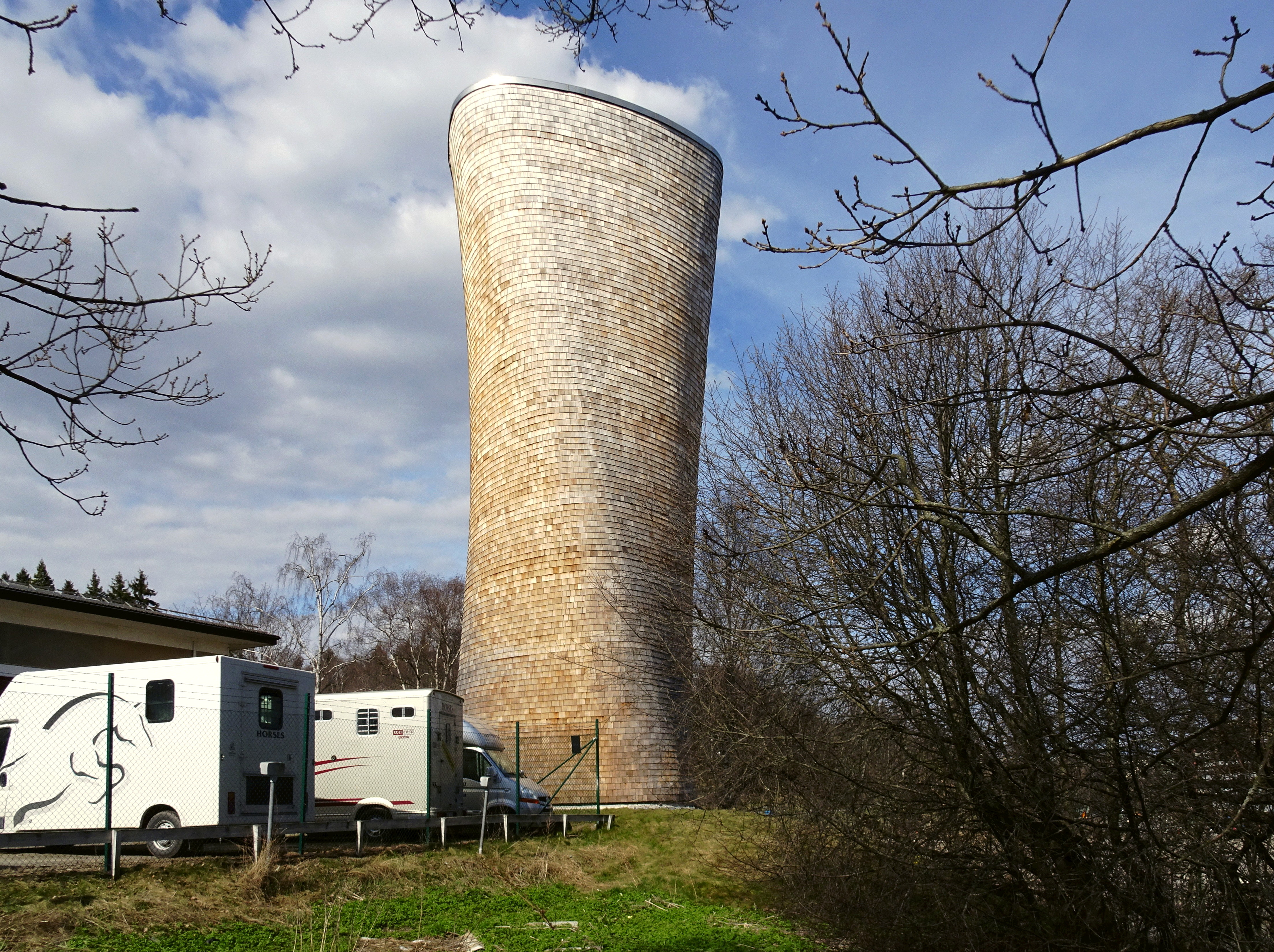
Ventilationstorn vid Värtan.

## Konstnärlig utsmyckning

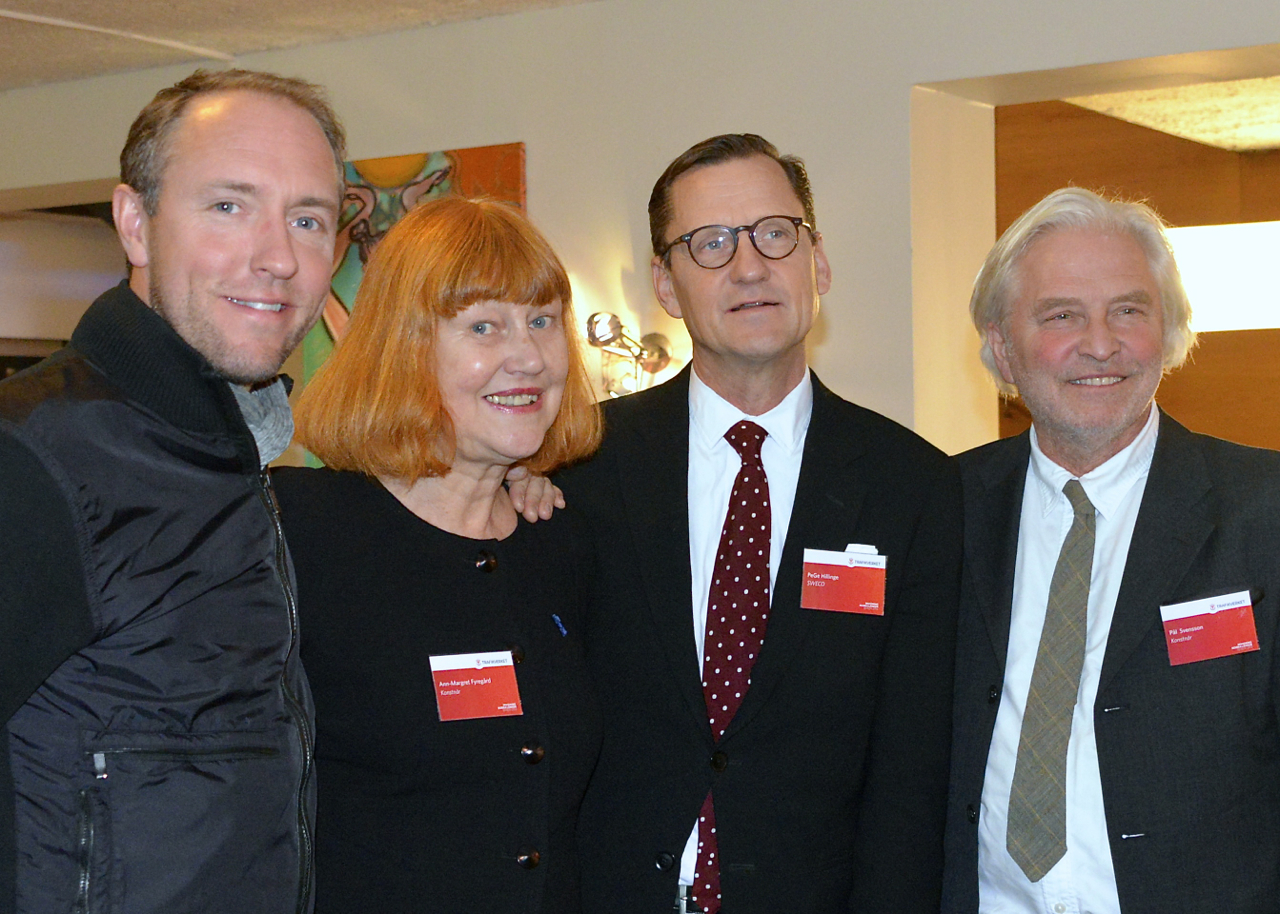
Trafikplatsernas konstnärer (fr.vä.) Mattias Klum, Ann-Margret Fyregård, PeGe Hillinge och Pål Svensson.

Norra länkens trafikplatser fick en konstnärlig utsmyckning och gestaltning genom Mattias Klum, Ernst Billgren, Ann-Margret Fyregård, Pål Svensson och PeGe Hillinge.  Varje trafikplats har sin egen identitet med naturen och de fyra årstiderna som tema. Närheten av Nationalstadsparken återkommer i motiven. 
De sex trafikplatserna under jord kallas: Ängen, Vassen, Vatten, Skogen, Vinter och Öppna landskap. Liksom i Södra länken underlättar gestaltningen identifikationen och orienteringen för de som färdas i tunnelsystemet. Mattias Klum svarar för fotounderlag till nischen i Ängen samt till fotoskärmarna på platserna Vassen, Vinter, Skogen och Vatten. Han svarar även för filmunderlag till LED-skärmen på platsen Vatten.
- Ängen av Ann-Margret Fyregård: fjärilar som virvlar i luften associerar till Carl Michael Bellmans  ”Fjäril'n vingad syns på Haga” med en luta intill. Materialen är betong och rostfritt stål.
- Vassen av Pål Svensson: mellan körbanorna står hundratals vasstrån i grön plexiglas som gungar när tunga fordon kör förbi. Taket är belyst i grön färg.
- Vatten av PeGe Hillinge och Pål Svensson:  mellan körbanorna finns en storbildsskärm som visar vattenmotiv. Taket är belyst i blå färg.
- Skogen av Pål Svensson: mellan körbanorna återfinns en stor ek i cortenstål som framträder som en siluett. Bakgrunden och taket är belyst i höstlig gyllenbrun kulör.
- Vinter av Pål Svensson och PeGe Hillinge: En stor snöboll mellan körbanorna symboliserar vintern. Snöbollens yta är täckt av riktig rimfrost som alstras av ett frysaggregat. Taket är mörkt och täcks av glittrande ljuspunkter som för tanken till snöflingor.
- Öppna landskap av Ernst Billgren:  en mörk tunnel ”förvandlas till ett av människan orört skymningslandskap där bilarnas lyktor ersätter solens och månens sken”. Billgrens egen tolkning: Med hjälp av speglingar har jag sökt lösa upp tunnelns slutna rum och släppa in det svenska landskapet där det har stängts ute.

Konst i tunneln (urval)
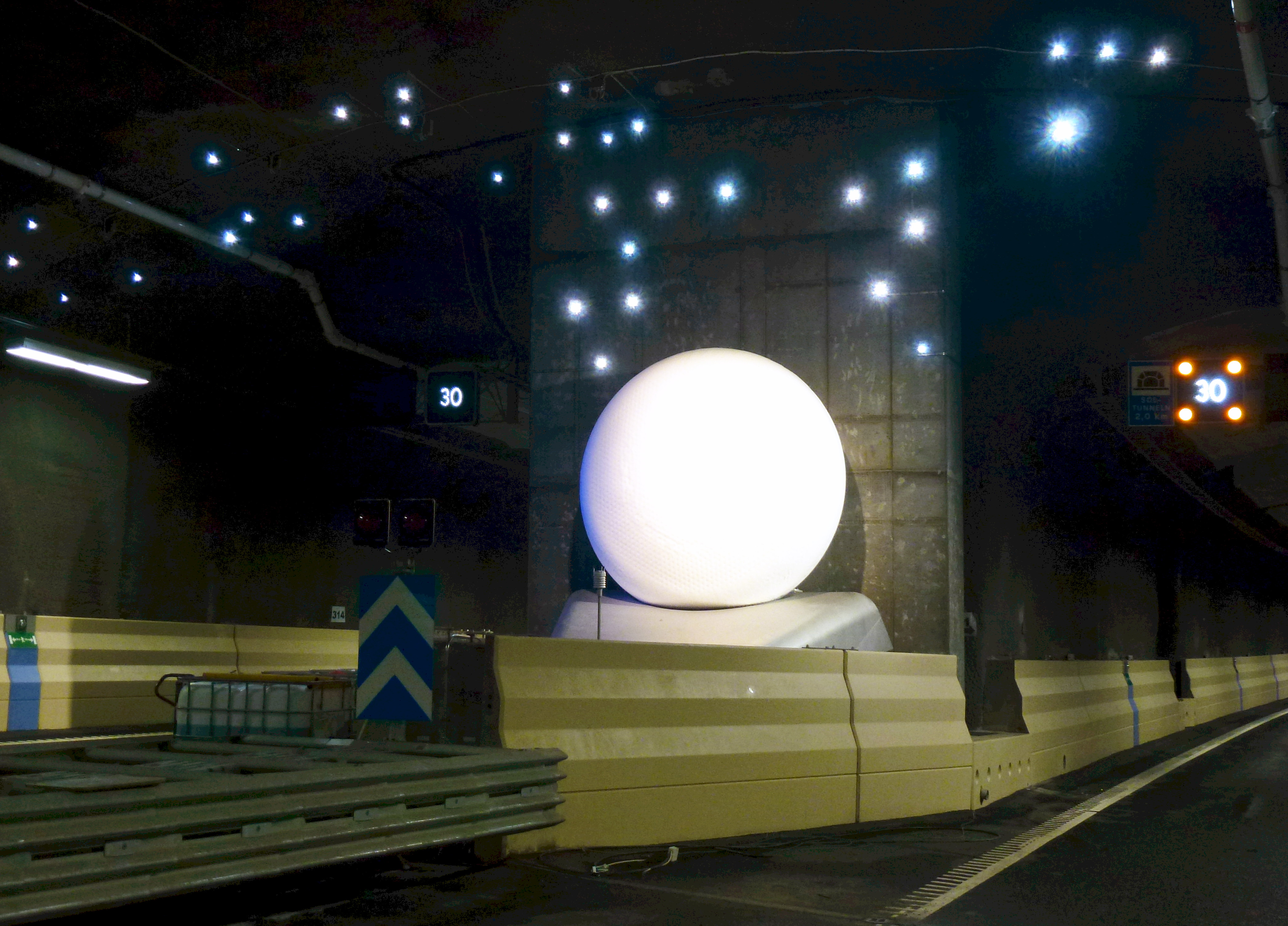
Vinter Snöbollens yta är täckt av riktig rimfrost
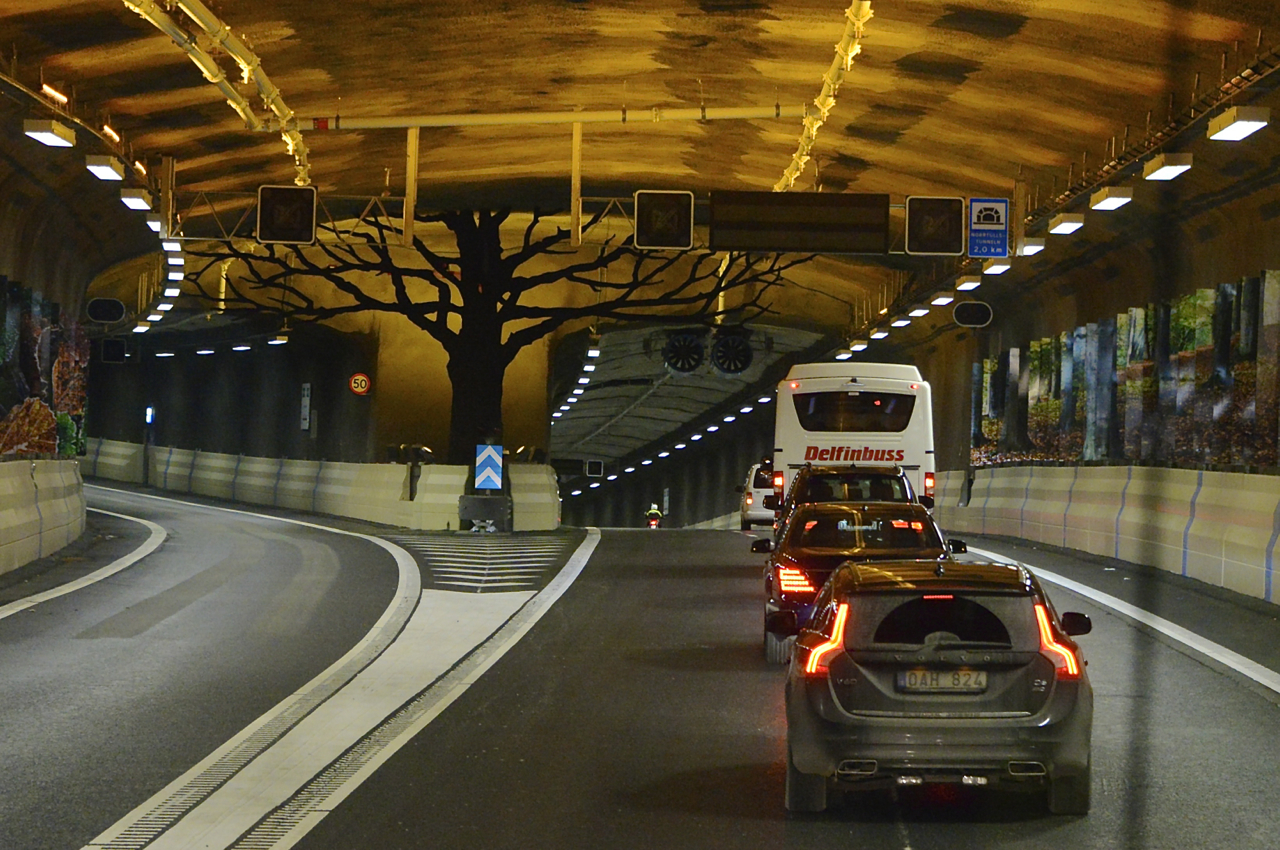
Skogen En stor ek i cortenstål som siluett
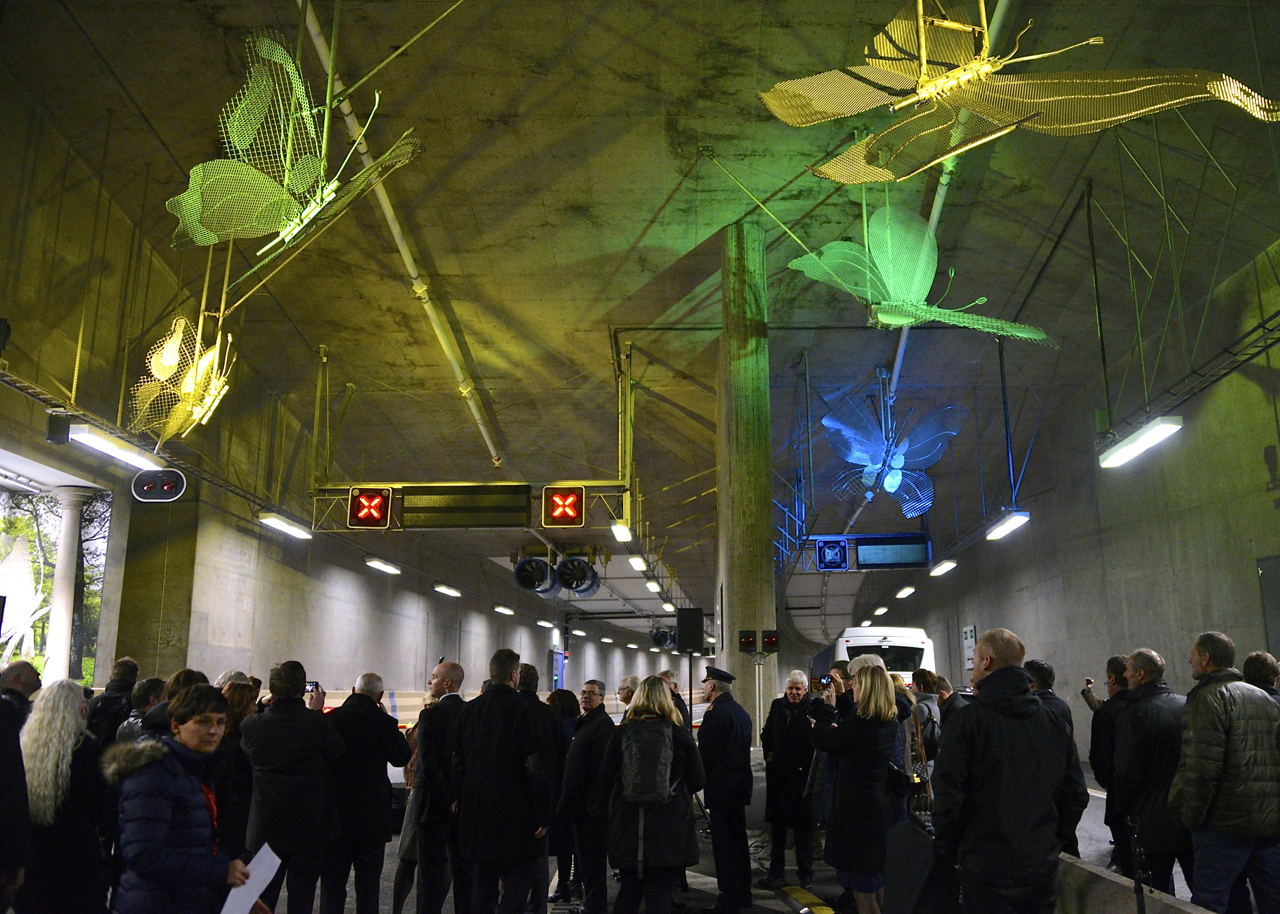
Ängen ”Fjäril'n vingad syns på Haga”
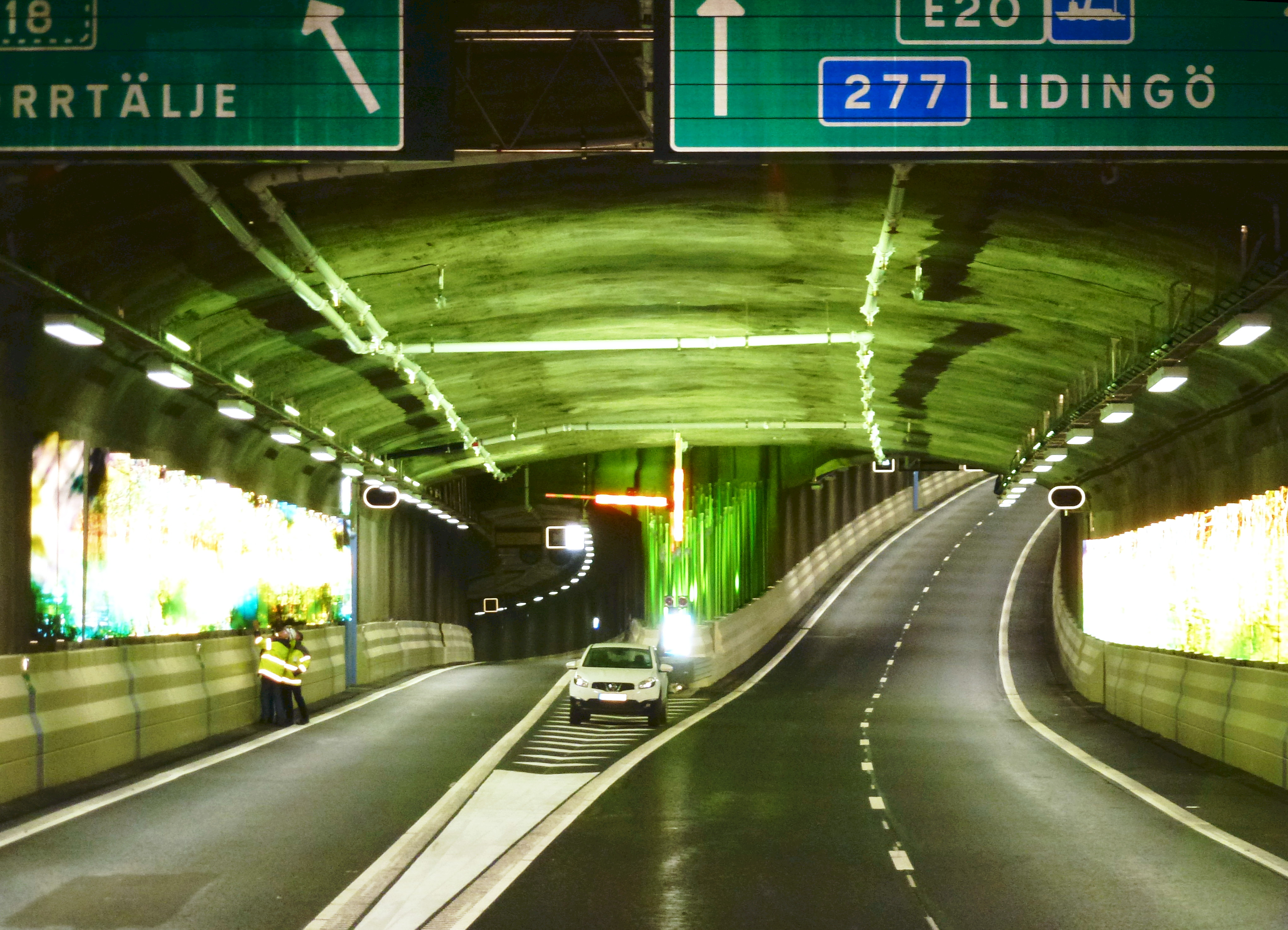
Vassen Vasstrån som gungar i trafiken

## Invigning

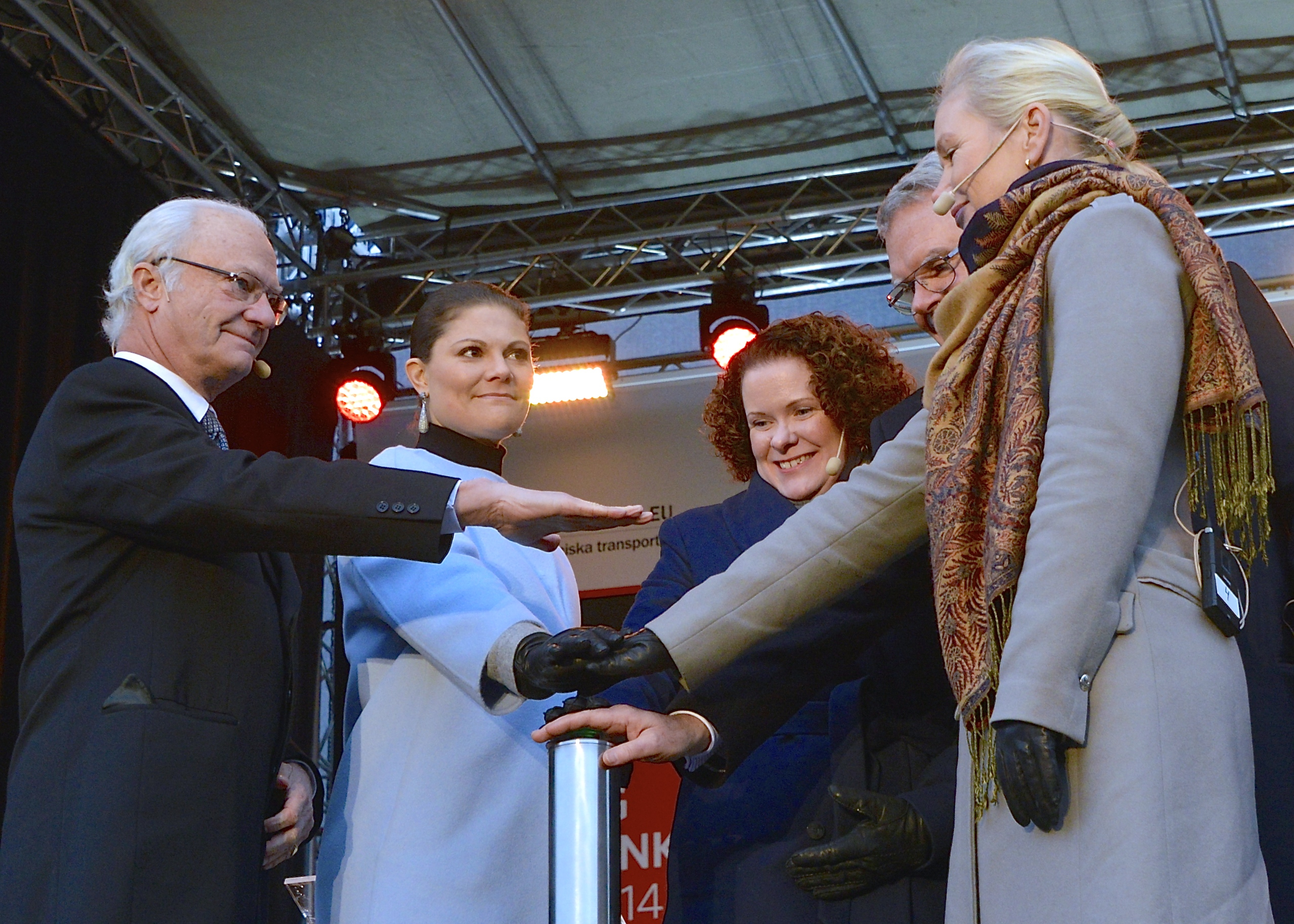
Kungen, kronprinsessan, Karin Wanngård, Gunnar Malm och Anna Johansson trycker på knappen.

Den 30 november 2014 invigdes Norra länkens deletapp (Norrtull-Frescati-Värtan) av kung Carl XVI Gustaf och Kronprinsessan Victoria under högtidliga former. För kungen och kronprinsessan samt inbjudna politiker och media arrangerades en guidad visning av tunnelsystemet, där fotograf Mattias Klum, arkitekt PeGe Hillinge och konstnärerna Pål Svensson och Ann Margrete Fyregård berättade om sitt arbete med den konstnärliga gestaltningen av Norra länkens trafikplatser. 
Invigningsceremonin började med underhållning på en scen vid slätten bakom Haga tingshus. Därefter följde invigningstal av infrastrukturminister Anna Johansson, Trafikverkets generaldirektör Gunnar Malm, kommunstyrelsens ordförande i Stockholms stad Karin Wanngård och kung Carl XVI Gustaf. Sedan tryckte samtliga fem gemensamt på en symbolisk knapp som öppnade avspärrningsbommarna vid Frescati och trafiken kunde släppas på klockan 12:00.

## Referenser

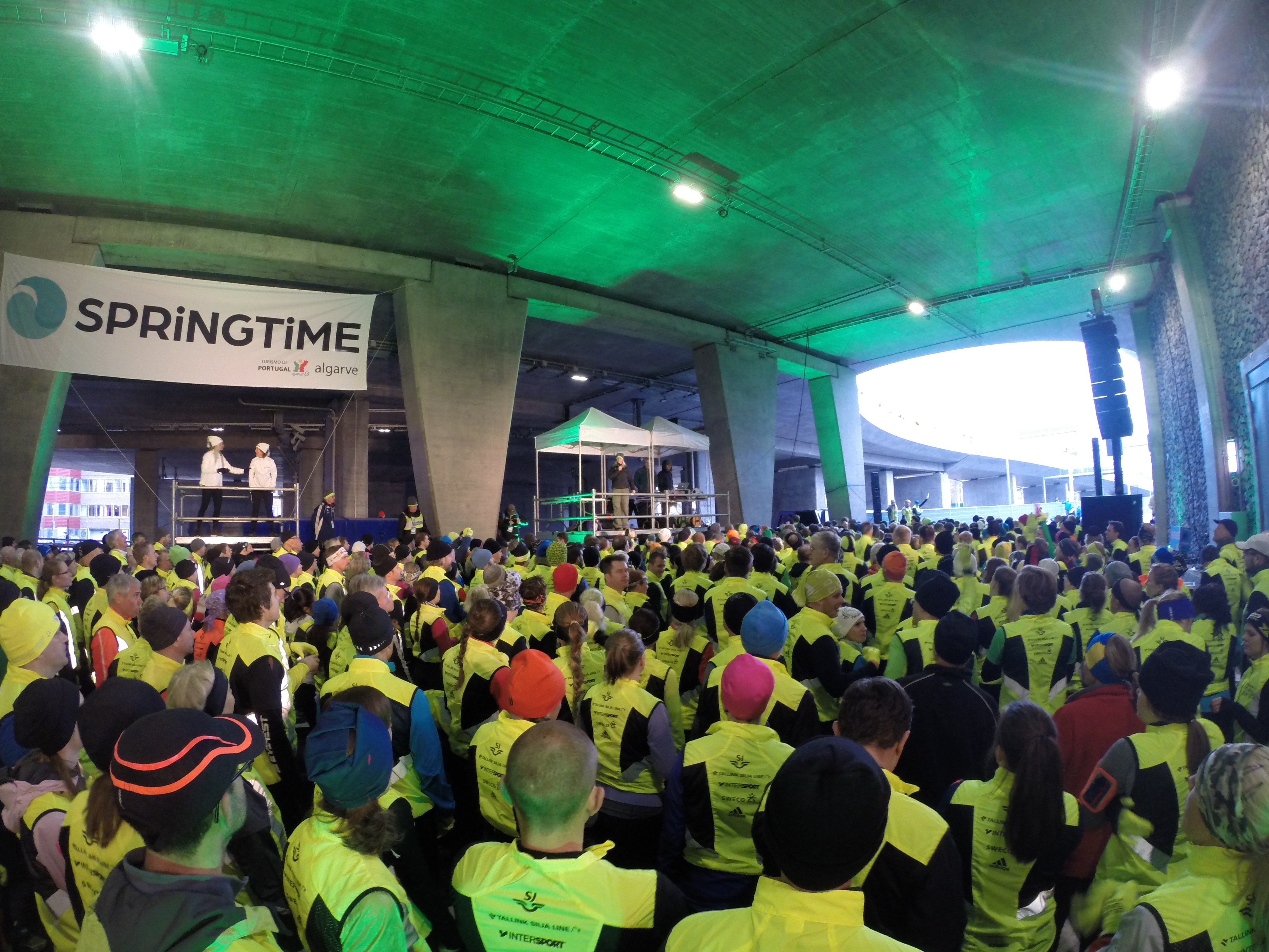
Stockholm Tunnel Run arrangerades den 22 november 2014.